# Danh sách giải đấu bóng đá
Dưới đây là danh sách giải đấu bóng đá từng được tổ chức từ trước tới nay của cả nam và nữ ở các cấp độ đội tuyển quốc gia và câu lạc bộ, bao gồm các giải đấu quốc nội và quốc tế.

6 liên đoàn bóng đá khu vực thuộc FIFA：
Châu Á — Liên đoàn bóng đá châu Á (AFC)
Châu Âu — Liên đoàn bóng đá châu Âu (UEFA)
Châu Đại Dương — Liên đoàn bóng đá châu Đại Dương (OFC)
Bắc, Trung Mỹ và Caribe — Liên đoàn bóng đá Bắc, Trung Mỹ và Caribe (CONCACAF)
Nam Mỹ — Liên đoàn bóng đá Nam Mỹ (CONMEBOL)
Châu Phi — Liên đoàn bóng đá châu Phi (CAF)

| Chú giải：                 |
| Giải bóng đá nam           |
| Giải bóng đá trẻ nam       |
| Giải bóng đá nữ            |
| Giải bóng đá trẻ nữ        |
| Giải bóng đá trong nhà     |
| Giải bóng đá bãi biển      |
| Giải đấu không còn tồn tại |

## Các giải quốc tế

### Đội tuyển quốc gia
| Giải đấu chính thức của FIFA                | Giải đấu chính thức của FIFA |
| Tên                                         | Thông tin |
| ------------------------------------------- | --- |
| Giải vô địch bóng đá thế giới               | Tổ chức 4 năm một lần từ năm 1930, là giải đấu cao nhất cấp đội tuyển quốc gia. |
| Vòng loại Giải vô địch bóng đá thế giới     | Tổ chức từ năm 1934. |
| Cúp Liên đoàn các châu lục                  | Tổ chức từ năm 1992 đến 2017, gồm 6 đội đương kim vô địch châu lục và đội đương kim vô địch thế giới. |
| Giải vô địch bóng đá U-20 thế giới          | Tổ chức 2 năm một lần từ năm 1977, gồm các cầu thủ từ 20 tuổi trở xuống. |
| Giải vô địch bóng đá U-17 thế giới          | Tổ chức 2 năm một lần từ năm 1985, gồm các cầu thủ từ 17 tuổi trở xuống. |
| Giải vô địch bóng đá nữ thế giới            | Tổ chức 4 năm một lần từ năm 1991, là giải đấu cao nhất cấp đội tuyển quốc gia nữ. |
| Giải vô địch bóng đá nữ U-20 thế giới       | Tổ chức 2 năm một lần từ năm 2002, gồm các cầu thủ nữ từ 20 tuổi trở xuống. |
| Giải vô địch bóng đá nữ U-17 thế giới       | Tổ chức 2 năm một lần từ năm 2008, gồm các cầu thủ nữ từ 17 tuổi trở xuống. |
| Giải vô địch bóng đá trong nhà thế giới     | Tổ chức 4 năm một lần từ năm 1989. |
| Giải vô địch bóng đá bãi biển thế giới      | Tổ chức 2 năm một lần từ năm 1995. |
| Giải đấu chính thức không thuộc FIFA        | |
| Thế vận hội Mùa hè                          | Tổ chức lần đầu vào kỳ Thế vận hội Mùa hè 1900, gồm các cầu thủ từ 23 tuổi trở xuống và 3 cầu thủ trên 23 tuổi. Từ năm 1996 nội dung của nữ được thêm vào. Các đội tuyển Anh, Scotland, xứ Wales và Bắc Ireland không phải thành viên IOC nên không được tham dự, thay vào đó là đội tuyển quốc gia của Liên hiệp Vương quốc Anh và Bắc Ireland. |
| Thế vận hội Trẻ                             | Tổ chức lần đầu vào năm 2010, gồm các cầu thủ từ 15 tuổi trở xuống. |
| UEFA-CAF Meridian Cup                       | Tổ chức từ 1997 đến 2005, gồm hai đội tuyển dưới 18 tuổi của châu Phi và châu Âu. |
| Giải vô địch bóng đá các quốc gia Ả Rập     | Tổ chức lần đầu vào năm 1963 và không cố định về thời điểm tổ chức, gồm các đội thuộc khối Ả Rập từ châu Á và châu Phi. |
| Đại hội Thể thao Liên Ả Rập                 | Tổ chức lần đầu vào năm 1953. |
| Giải vô địch bóng đá các quốc gia Palestine | Tổ chức từ năm 1972 đến 1977, gồm các đội thuộc khối Ả Rập từ châu Á và châu Phi. |

### Câu lạc bộ
| Giải đấu thuộc FIFA               | Giải đấu thuộc FIFA | Giải đấu thuộc FIFA | Giải đấu thuộc FIFA |
| Tên                               | Thông tin |                     |                     |
| --------------------------------- | --- | ------------------- | ------------------- |
| Cúp bóng đá câu lạc bộ thế giới   | Tổ chức hàng năm từ năm 2000. |                     |                     |
| Giải đấu không thuộc FIFA         | |                     |                     |
| Suruga Bank Championship          | Tổ chức thường niên từ năm 2008 bởi Liên đoàn bóng đá Nam Mỹ và Liên đoàn bóng đá Nhật Bản, diễn ra giữa đội đương kim vô địch J. League Cup và đương kim vô địch Copa Sudamericana. |                     |                     |
| Giải bóng đá Liên Thái Bình Dương | Tổ chức từ năm 2008 tới 2009 và diễn ra giữa các câu lạc bộ của châu Á, châu Đại Dương và Bắc Mỹ.                                                                                    |                     |                     |
| Cúp Liên lục địa                  | Còn có tên là Toyota Cup, tổ chức thường niên từ 1980 tới 2004 giữa đội đương kim vô địch châu Âu và đương kim vô địch Nam Mỹ.                                                       |                     |                     |
| UAFA Arab Champions League        | Tổ chức thường niên từ năm 1982. |                     |                     |
| Arab Cup Winners' Cup             | Tổ chức thường niên từ năm 1989 tới 2001. |                     |                     |
| Siêu cúp bóng đá Ả Rập            | Tổ chức thường niên từ năm 1992 tới 2001 giữa đội vô địch UAFA Arab Champions League và Arab Cup Winners' Cup.                                                                       |                     |                     |

### Các giải giao hữu
- Algarve Cup
- Australia Bicentenary Gold Cup
- Algeria International Football Tournament
- Balkan Cup
- Brazil Independence Cup
- China Cup
- Canada Cup
- CTFA International Tournament
- Cúp Độc lập Nam Việt Nam
- Cyprus Cup
- Cyprus International Football Tournament
- Korea Cup
- King's Cup
- Kirin Cup
- Lunar New Year Cup
- Nehru Cup
- Nordic Football Championship
- Rous Cup
- SheBelieves Cup
- South Vietnam Independence Cup
- Taca das Nacões
- Toulon Tournament
- Tournoi de France
- Triangular de Oro
- Umbro Cup
- USA Bicentennial Cup Tournament
- Yongchuan International Tournament

## Châu Á
|  | Ả Rập Xê Út \| Afghanistan \| Ấn Độ \| Bahrain \| Bangladesh \| Bhutan \| Brunei \| Campuchia \| Guam \| Hàn Quốc \| Hồng Kông \| Indonesia \| Iran \| Iraq \| Jordan \| Kuwait \| Kyrgyzstan \| Lào \| Liban \| Ma Cao \| Malaysia \| Maldives \| Mông Cổ \| Myanmar \| Nepal \| Nhật Bản \| Oman \| Pakistan \| Palestine \| Philippines \| Qatar \| Singapore \| Sri Lanka \| Syria \| Tajikistan \| Thái Lan \| Đông Timor \| CHDCND Triều Tiên \| Trung Hoa Đài Bắc \| Trung Quốc \| Turkmenistan \| UAE \| Úc \| Uzbekistan \| Việt Nam \| Yemen |

Đội tuyển quốc gia
| Giải đấu của AFC                         | Giải đấu của AFC | Giải đấu của AFC | Giải đấu của AFC |
| Tên                                      | Thông tin cơ bản |                  |                  |
| ---------------------------------------- | --- | ---------------- | ---------------- |
| Cúp bóng đá châu Á                       | Tổ chức 4 năm một lần, lần đầu vào năm 1956                                                                                                |                  |                  |
| Giải vô địch bóng đá U-23 châu Á         | Tổ chức lần đầu vào năm 2013 dành cho cầu thủ dưới 22 tuổi. Giải các năm 2016, 2020,... đóng vai trò là vòng loại Thế vận hội Mùa hè.      |                  |                  |
| Giải vô địch bóng đá U-19 châu Á         | Tổ chức 2 năm một lần, lần đầu vào năm 1959 dành cho cầu thủ dưới 19 tuổi và đóng vai trò là vòng loại Giải vô địch bóng đá U-20 thế giới. |                  |                  |
| Giải vô địch bóng đá U-16 châu Á         | Tổ chức 2 năm một lần, lần đầu vào năm 1985 dành cho cầu thủ dưới 16 tuổi và đóng vai trò là vòng loại Giải vô địch bóng đá U-17 thế giới. |                  |                  |
| Giải vô địch bóng đá U-14 châu Á         | Tổ chức 2 năm một lần, lần đầu vào năm 2014 dành cho cầu thủ dưới 14 tuổi.                                                                 |                  |                  |
| Cúp bóng đá nữ châu Á                    | Tổ chức 4 năm một lần, lần đầu vào năm 1975.                                                                                               |                  |                  |
| Giải vô địch bóng đá nữ U-19 châu Á      | Tổ chức 2 năm một lần, lần đầu vào năm 2002.                                                                                               |                  |                  |
| Giải vô địch bóng đá nữ U-16 châu Á      | Tổ chức 2 năm một lần, lần đầu vào năm 2005.                                                                                               |                  |                  |
| Giải vô địch bóng đá nữ U-14 châu Á      | Tổ chức 2 năm một lần, lần đầu vào năm 2005.                                                                                               |                  |                  |
| Giải vô địch bóng đá trong nhà châu Á    | Tổ chức hàng năm, lần đầu vào năm 1999. Từ năm 2008 tổ chức 2 năm một lần.                                                                 |                  |                  |
| Giải vô địch bóng đá trong nhà nữ châu Á | Tổ chức lần đầu vào năm 2015. |                  |                  |
| Cúp Challenge AFC                        | Tổ chức 2 năm một lần, lần đầu vào năm 2006                                                                                                |                  |                  |
| Giải đấu không thuộc AFC                 | |                  |                  |
| Đại hội Thể thao châu Á                  | Tổ chức 4 năm một lần, lần đầu vào năm 1951.                                                                                               |                  |                  |
| Cúp bóng đá Đông Á                       | Tổ chức 2 năm một lần, lần đầu vào năm 2003.                                                                                               |                  |                  |
| Giải vô địch bóng đá Đông Nam Á          | Tổ chức 2 năm một lần, lần đầu vào năm 1996.                                                                                               |                  |                  |
| Đại hội Thể thao Đông Nam Á              | Tổ chức 2 năm một lần, lần đầu vào năm 1959.                                                                                               |                  |                  |

Câu lạc bộ
| Giải đấu của AFC                                     | Giải đấu của AFC | Giải đấu của AFC |
| Tên                                                  | Thông tin cơ bản |                  |
| ---------------------------------------------------- | --- | ---------------- |
| AFC Champions League Elite                           | Tổ chức thường niên từ năm 1967, khi đó mang tên là Giải vô địch bóng đá các câu lạc bộ châu Á. Giải đổi tên thành AFC Champions League từ mùa giải 2002–03 và lấy tên hiện tại từ mùa giải 2024–25. |                  |
| AFC Champions League Two                             | Tổ chức thường niên từ năm 2004, khi đó mang tên là Cúp AFC. Giải lấy tên hiện tại từ mùa giải 2024–25.                                                                                              |                  |
| AFC Challenge League                                 | Tổ chức thường niên từ năm 2005, khi đó mang tên là Cúp Chủ tịch AFC. Giải lấy tên hiện tại từ mùa giải 2024–25.                                                                                     |                  |
| Giải vô địch bóng đá trong nhà các câu lạc bộ châu Á | Tổ chức thường niên từ năm 2010. |                  |
| Giải đấu của không thuộc AFC                         | |                  |
| A3 Champions Cup                                     | Tổ chức thường niên từ năm 2003 tới 2008 giữa các câu lạc bộ vô địch quốc gia Hàn Quốc, Nhật Bản và Trung Quốc.                                                                                      |                  |
| Cúp các câu lạc bộ đoạt cúp bóng đá quốc gia châu Á  | Tổ chức thường niên từ năm 1991 tới 2002. Từ năm 2003 sáp nhập vào Giải bóng đá vô địch câu lạc bộ châu Á.                                                                                           |                  |
| Siêu cúp bóng đá châu Á                              | Tổ chức thường niên từ năm 1995 tới 2002 giữa câu lạc bộ vô địch Giải bóng đá vô địch câu lạc bộ châu Á và Cúp các câu lạc bộ đoạt cúp bóng đá quốc gia châu Á.                                      |                  |

### Ả Rập Xê Út
| Giải                                        | Tính chất của giải    | Thông tin của giải                                 |
| ------------------------------------------- | --------------------- | -------------------------------------------------- |
| Giải bóng đá vô địch quốc gia Ả Rập Xê Út   | Giải vô địch quốc gia | Tổ chức từ năm 1976.                               |
| Giải bóng đá hạng nhất quốc gia Ả Rập Xê Út | Giải hạng nhì         | Tổ chức từ năm 1976.                               |
| Giải bóng đá hạng nhì quốc gia Ả Rập Xê Út  | Giải hạng ba          | Tổ chức từ năm 1996.                               |
| Giải bóng đá hạng ba quốc gia Ả Rập Xê Út   | Giải hạng tư          | Tổ chức từ năm 1997.                               |
| Cúp Nhà vua                                 | Cúp quốc gia          | Tổ chức từ năm 1956.                               |
| Cúp Thái tử                                 | Cúp quốc gia          | Tổ chức từ năm 1956.                               |
| Saudi Super Cup                             | Siêu cúp quốc gia     | Tổ chức từ năm 2013.                               |
| Cúp Liên đoàn Ả Rập Xê Út                   | Cúp quốc gia          | Tổ chức từ năm 1975 dành cho cầu thủ dưới 21 tuổi. |

### Afghanistan
| Giải                  | Tính chất của giải    | Thông tin của giải |
| --------------------- | --------------------- | ------------------ |
| Afghan Premier League | Giải vô địch quốc gia | 2012.              |

### Ấn Độ
| Giải                                | Tính chất của giải    | Thông tin của giải            |
| ----------------------------------- | --------------------- | ----------------------------- |
| I-League                            | Giải vô địch quốc gia | Tổ chức từ năm 2007.          |
| Indian Super League                 | Giải vô địch quốc gia | Tổ chức từ năm 2013.          |
| I-League 2nd Division               | Giải hạng nhì         | Tổ chức từ năm 2008.          |
| India Women's Football Championship | Giải vô địch quốc gia | Tổ chức từ năm 1991.          |
| Federation Cup                      | Cúp quốc gia          | Tổ chức từ năm 1977.          |
| Cúp Durand                          | Cúp quốc gia          | Tổ chức từ năm 1888.          |
| Cúp Santosh                         | Cúp quốc gia          | Tổ chức từ năm 1941.          |
| IFA Shield                          | Cúp quốc gia          | Tổ chức từ năm 1911.          |
| National Football League            | Giải vô địch quốc gia | Tổ chức từ năm 1996 đến 2007. |

### Bahrain
| Giải                    | Tính chất của giải    | Thông tin của giải   |
| ----------------------- | --------------------- | -------------------- |
| Bahraini Premier League | Giải vô địch quốc gia | Tổ chức từ năm 1957. |
| Bahraini King's Cup     | Cúp quốc gia          | Tổ chức từ năm 1952. |
| Bahraini FA Cup         | Cúp quốc gia          | Tổ chức từ năm 2000. |

### Bangladesh
| Giải                           | Tính chất của giải    | Thông tin của giải   |
| ------------------------------ | --------------------- | -------------------- |
| Bangladesh Premier League      | Giải vô địch quốc gia | Tổ chức từ năm 2007. |
| Bangladesh Championship League | Giải hạng nhì         | Tổ chức từ năm 2012. |
| Bangladesh Federation Cup      | Cúp quốc gia          | Tổ chức từ năm 1980. |
| Bangladesh Super Cup           | Siêu cúp quốc gia     | Tổ chức từ năm 2009. |

### Bhutan
| Giải                   | Tính chất của giải    | Thông tin của giải |
| ---------------------- | --------------------- | --- |
| Bhutan National League | Giải vô địch quốc gia | Tổ chức từ năm 2012. |
| Thimphu League         |                       | Tổ chức từ năm 2001 với tư cách là giải vô địch quốc gia mang tên A-Division. Từ năm 2012 giải được tổ chức để chọn đội tham dự giải vô địch quốc gia. |

### Brunei
| Giải                  | Tính chất của giải    | Thông tin của giải                                                                                  |
| --------------------- | --------------------- | --------------------------------------------------------------------------------------------------- |
| Brunei Super League   | Giải vô địch quốc gia | Tổ chức từ năm 2012.                                                                                |
| Brunei Premier League | Giải hạng nhì         | Tổ chức từ năm 1985 với tư cách là giải vô địch quốc gia, từ 2012 thay thế bởi Brunei Super League. |
| Brunei FA Cup         | Cúp quốc gia          | Tổ chức từ năm 2002.                                                                                |
| Brunei Super Cup      | Siêu cúp quốc gia     | Tổ chức từ năm 2002.                                                                                |

### Campuchia
| Giải                                    | Tính chất của giải    | Thông tin của giải   |
| --------------------------------------- | --------------------- | -------------------- |
| Giải bóng đá vô địch quốc gia Campuchia | Giải vô địch quốc gia | Tổ chức từ năm 1982. |
| Cúp Hun Sen                             | Cúp quốc gia          | Tổ chức từ năm 2007. |

### Guam
| Giải               | Tính chất của giải    | Thông tin của giải   |
| ------------------ | --------------------- | -------------------- |
| Guam Soccer League | Giải vô địch quốc gia | Tổ chức từ năm 1990. |
| Guam FA Cup        | Cúp quốc gia          | Tổ chức từ năm 2008. |

### Hàn Quốc
| Giải                               | Tính chất của giải    | Thông tin của giải   |
| ---------------------------------- | --------------------- | -------------------- |
| K League Classic                   | Giải vô địch quốc gia | Tổ chức từ năm 1983. |
| K League Challenge                 | Giải hạng nhì         | Tổ chức từ năm 2013. |
| Korea National League              | Giải hạng ba          | Tổ chức từ năm 2003. |
| K3 League                          | Giải hạng tư          | Tổ chức từ năm 2007. |
| FA Cup                             | Cúp quốc gia          | Tổ chức từ năm 1996. |
| Korea National League Championship | Cúp quốc gia          | Tổ chức từ năm 2004. |
| Cúp Challengers                    | Cúp quốc gia          | Tổ chức từ năm 2011. |

### Hồng Kông
| Giải                              | Tính chất của giải       | Thông tin của giải            |
| --------------------------------- | ------------------------ | ----------------------------- |
| Hong Kong Premier League          | Giải vô địch quốc gia    | Tổ chức từ năm 2014.          |
| Hong Kong First Division League   | Giải hạng nhất           | Tổ chức từ năm 1908.          |
| Hong Kong Second Division League  | Giải hạng ba             | Tổ chức từ năm 1946.          |
| Hong Kong Third Division League   | Giải hạng bốn            | Tổ chức từ năm 1951.          |
| Hong Kong Senior Challenge Shield | Cúp quốc gia             | Tổ chức từ năm 1896.          |
| Hong Kong FA Cup                  | Cúp quốc gia             | Tổ chức từ năm 1974.          |
| Hong Kong Women League            | Giải vô địch quốc gia nữ | Tổ chức từ năm 2012.          |
| Hong Kong Women League FA Cup     | Cúp quốc gia nữ          | Tổ chức từ năm 2012.          |
| Cúp Liên đoàn bóng đá Hồng Kông   | Cúp quốc gia             | Tổ chức từ năm 2000 tới 2012. |
| Hong Kong Community Shield        | Siêu cúp quốc gia        | Tổ chức một lần vào năm 2009. |
| Cúp Viceroy                       | Cúp quốc gia             | Tổ chức từ năm 1969 tới 1998. |
| Cúp Hồ Hảo                        | Cúp quốc gia             | Tổ chức từ năm 1988 tới 1997. |
| Stanley Shield                    | Cúp quốc gia             | Tổ chức từ năm 1945 tới 1979. |

### Indonesia
| Giải                            | Tính chất của giải    | Thông tin của giải                |
| ------------------------------- | --------------------- | --------------------------------- |
| Indonesia Super League          | Giải vô địch quốc gia | Tổ chức từ năm 2008.              |
| Liga Indonesia Premier Division | Giải hạng nhì         | Tổ chức từ năm 1994.              |
| Liga Nusantara                  | Giải hạng ba          | Tổ chức từ năm 2015.              |
| Piala Indonesia                 | Cúp quốc gia          | Tổ chức từ năm 1985.              |
| Community Shield Indonesia      | Siêu cúp quốc gia     | Tổ chức từ năm 2009.              |
| Pertiwi Cup                     | Giải vô địch quốc gia | Tổ chức từ năm 2006.              |
| Indonesia Premier League        | Giải vô địch quốc gia | Tổ chức từ năm 2011 tới năm 2013. |
| Liga Indonesia First Division   | Giải hạng nhì         | Tổ chức từ năm 1995 tới năm 2015. |
| Liga Indonesia Second Division  | Giải hạng ba          | Tổ chức từ năm 1994 tới năm 2014. |
| Liga Indonesia Third Division   | Giải hạng tư          | Tổ chức từ năm 2005 tới năm 2014. |

### Iran
| Giải                                | Tính chất của giải       | Thông tin của giải                 |
| ----------------------------------- | ------------------------ | ---------------------------------- |
| Iran Pro League                     | Giải vô địch quốc gia    | Tổ chức từ năm 1970.               |
| Azadegan League                     | Giải hạng nhì            | Tổ chức từ năm 1991.               |
| Giải bóng đá hạng nhì quốc gia Iran | Giải hạng ba             | Tổ chức từ năm 1972.               |
| Giải bóng đá hạng ba quốc gia Iran  | Giải hạng tư             | Tổ chức từ năm 2001.               |
| Cúp Hazfi                           | Cúp quốc gia             | Tổ chức từ năm 1975.               |
| Siêu cúp bóng đá Iran               | Siêu cúp quốc gia        | Tổ chức lần duy nhất vào năm 2005. |
| Kowsar League                       | Giải vô địch quốc gia nữ | Tổ chức từ năm 2008.               |

### Iraq
| Giải                 | Tính chất của giải    | Thông tin của giải   |
| -------------------- | --------------------- | -------------------- |
| Iraqi Premier League | Giải vô địch quốc gia | Tổ chức từ năm 1974. |
| Iraq Division 1      | Giải hạng nhì         | Tổ chức từ năm 2012. |
| Iraq FA Cup          | Cúp quốc gia          | Tổ chức từ năm 1958. |

### Jordan
| Giải                                    | Tính chất của giải       | Thông tin của giải            |
| --------------------------------------- | ------------------------ | ----------------------------- |
| Al-Manaseer Jordanian Pro League        | Giải vô địch quốc gia    | Tổ chức từ năm 1944.          |
| Cúp bóng đá Jordan                      | Cúp quốc gia             | Tổ chức từ năm 1980.          |
| Jordan FA Shield                        | Cúp quốc gia             | Tổ chức từ năm 1981 tới 2011. |
| Siêu cúp bóng đá Jordan                 | Siêu cúp quốc gia        | Tổ chức từ năm 1981.          |
| Giải bóng đá nữ vô địch quốc gia Jordan | Giải vô địch quốc gia nữ | Tổ chức từ năm 2005.          |

### Kuwait
| Giải                                   | Tính chất của giải    | Thông tin của giải   |
| -------------------------------------- | --------------------- | -------------------- |
| VIVA Premier League                    | Giải vô địch quốc gia | Tổ chức từ năm 1961. |
| Giải bóng đá hạng nhất quốc gia Kuwait | Giải hạng nhì         | Tổ chức từ năm 1965. |
| Cúp Hoàng tử Kuwait                    | Cúp quốc gia          | Tổ chức từ năm 1962. |
| Cúp Thái tử Kuwait                     | Cúp quốc gia          | Tổ chức từ năm 1994. |
| Cúp Liên đoàn Kuwait                   | Cúp quốc gia          | Tổ chức từ năm 1969. |
| Siêu cúp bóng đá Kuwait                | Siêu cúp quốc gia     | Tổ chức từ năm 2008. |

### Kyrgyzstan
| Giải                                      | Tính chất của giải    | Thông tin của giải   |
| ----------------------------------------- | --------------------- | -------------------- |
| Kyrgyzstan Shoro Top League               | Giải vô địch quốc gia | Tổ chức từ năm 1992. |
| Giải bóng đá hạng nhì quốc gia Kyrgyzstan | Giải hạng nhì         | Tổ chức từ năm 1992. |
| Cúp bóng đá Kyrgyzstan                    | Cúp quốc gia          | Tổ chức từ năm 1992. |
| Siêu cúp bóng đá Kyrgyzstan               | Siêu cúp quốc gia     | Tổ chức từ năm 2011. |

### Lào
| Giải               | Tính chất của giải    | Thông tin của giải            |
| ------------------ | --------------------- | ----------------------------- |
| Lao Premier League | Giải vô địch quốc gia | Tổ chức từ năm 1990.          |
| Cúp bóng đá Lào    | Cúp quốc gia          | Tổ chức từ năm 2014.          |
| Cúp Thủ tướng Lào  | Cúp quốc gia          | Tổ chức từ năm 2003 đến 2013. |

### Liban
| Giải                                 | Tính chất của giải    | Thông tin của giải                |
| ------------------------------------ | --------------------- | --------------------------------- |
| Giải bóng đá vô địch quốc gia Liban  | Giải vô địch quốc gia | Tổ chức từ năm 1934.              |
| Giải bóng đá hạng nhì quốc gia Liban | Giải hạng nhì         | Tổ chức từ năm 1934.              |
| Giải bóng đá hạng ba quốc gia Liban  | Giải hạng ba          | Tổ chức từ năm 1950.              |
| Cúp bóng đá Liban                    | Cúp quốc gia          | Tổ chức từ năm 1938.              |
| Siêu cúp bóng đá Liban               | Siêu cúp quốc gia     | Tổ chức từ năm 1996.              |
| Cúp bóng đá Elite Liban              | Cúp quốc gia          | Tổ chức từ năm 1996.              |
| Cúp Liên đoàn Liban                  | Cúp quốc gia          | Tổ chức từ năm 1999 đến năm 2004. |

### Ma Cao
| Giải                     | Tính chất của giải    | Thông tin của giải   |
| ------------------------ | --------------------- | -------------------- |
| Liga de Elite            | Giải vô địch quốc gia | Tổ chức từ năm 1973. |
| 2a Divisão de Macau      | Giải hạng nhì         | Tổ chức từ năm 2005. |
| Taça de Macau em Futebol | Cúp quốc gia          | Tổ chức từ năm 2005. |

### Malaysia
| Giải                       | Tính chất của giải    | Thông tin của giải         |
| -------------------------- | --------------------- | -------------------------- |
| Liga Super Malaysia        | Giải vô địch quốc gia | Tổ chức từ năm 2004.       |
| Liga Premier Malaysia      | Giải hạng nhì         | Tổ chức từ năm 2004.       |
| Liga FAM                   | Giải hạng ba          | Tổ chức từ năm 1952.       |
| Piala Malaysia             | Cúp quốc gia          | Tổ chức từ năm 1921.       |
| Cúp FA Malaysia            | Cúp quốc gia          | Tổ chức từ năm 1990.       |
| King's Gold Cup            | Cúp quốc gia          | Tổ chức từ năm 1922.       |
| Cúp Sultan Haji Ahmad Shah | Cúp quốc gia          | Tổ chức từ năm 1985.       |
| Giải bóng đá Merdeka       | Giải bóng đá quốc tế  | Tổ chức từ 1957.           |
| Cúp Borneo                 | Giải bóng đá quốc tế  | Tổ chức từ thập niên 1950. |

### Maldives
| Giải                                    | Tính chất của giải    | Thông tin của giải            |
| --------------------------------------- | --------------------- | ----------------------------- |
| Dhivehi Premier League                  | Giải vô địch quốc gia | Tổ chức từ năm 2015.          |
| Giải bóng đá hạng nhì quốc gia Maldives | Giải hạng nhì         | Tổ chức từ năm 2006.          |
| Giải bóng đá hạng ba quốc gia Maldives  | Giải hạng ba          | Tổ chức từ năm 2006.          |
| Cúp bóng đá Maldives                    | Cúp quốc gia          | Tổ chức từ năm 1988.          |
| Cúp Tổng thống                          | Cúp quốc gia          | Tổ chức từ năm 1946.          |
| MFA Charity Shield                      | Siêu cúp quốc gia     | Tổ chức từ năm 2009.          |
| Dhivehi League                          | Giải vô địch quốc gia | Tổ chức từ năm 1983 đến 2014. |

### Mông Cổ
| Giải                            | Tính chất của giải    | Thông tin của giải   |
| ------------------------------- | --------------------- | -------------------- |
| Giải bóng đá ngoại hạng Mông Cổ | Giải vô địch quốc gia | Tổ chức từ năm 1974. |
| Cúp bóng đá Mông Cổ             | Cúp quốc gia          |                      |
| Siêu cúp bóng đá Mông Cổ        | Siêu cúp quốc gia     |                      |

### Myanmar
| Giải                    | Tính chất của giải    | Thông tin của giải                |
| ----------------------- | --------------------- | --------------------------------- |
| Myanmar National League | Giải vô địch quốc gia | Tổ chức từ năm 2009.              |
| MFF Cup                 | Cúp quốc gia          | Tổ chức từ năm 2010.              |
| Myanmar Premier League  | Giải vô địch quốc gia | Tổ chức từ năm 1996 tới năm 2009. |

### Nepal
| Giải                                | Tính chất của giải    | Thông tin của giải   |
| ----------------------------------- | --------------------- | -------------------- |
| Martyr's Memorial A-Division League | Giải vô địch quốc gia | Tổ chức từ năm 1954. |
| Martyr's Memorial B-Division League | Giải hạng nhì         | Tổ chức từ năm 2003. |
| Martyr's Memorial C-Division League | Giải hạng ba          | Tổ chức từ năm 2011. |
| Cúp Vàng Aaha! Rara                 | Cúp quốc gia          | Tổ chức từ năm 2002. |
| Cúp ANFA                            | Giải bóng đá quốc tế  | Tổ chức từ năm 1980. |
| Budha Subba Gold Cup                | Giải bóng đá quốc tế  | Tổ chức từ năm 1999. |

### Nhật Bản
| Giải                          | Tính chất của giải       | Thông tin của giải |
| ----------------------------- | ------------------------ | --- |
| Cúp Kirin                     | Giải giao hữu của ĐTQG   | Tổ chức từ năm 1978. |
| J1 League                     | Giải vô địch quốc gia    | Tổ chức từ năm 1992. |
| J2 League                     | Giải hạng nhì            | Tổ chức từ năm 1999. |
| J3 League                     | Giải hạng ba             | Tổ chức từ năm 2013. |
| Japan Football League         | Giải hạng tư             | Tổ chức từ năm 1999. |
| Hokkaido Soccer League        | Giải hạng năm            | Tổ chức từ năm 1978. |
| Tohoku Soccer League          | Giải hạng năm            | Tổ chức từ năm 1977 |
| Kantō Soccer League           | Giải hạng năm            | Tổ chức từ năm 1967. |
| Hokushinetsu Football League  | Giải hạng năm            | Tổ chức từ năm 1975. |
| Tōkai Shakaijin Soccer League | Giải hạng năm            | Tổ chức từ năm 1966. |
| Kansai Soccer League          | Giải hạng năm            | Tổ chức từ năm 1966. |
| Chūgoku Soccer League         | Giải hạng năm            | Tổ chức từ năm 1977. |
| Shikoku Shakaijin League      | Giải hạng năm            | Tổ chức từ năm 1973. |
| Kyushu Soccer League          | Giải hạng năm            | Tổ chức từ năm 1977. |
| Cúp Thiên Hoàng               | Cúp quốc gia             | Tổ chức từ năm 1921. |
| J.League Cup                  | Cúp liên đoàn            | Tổ chức từ năm 1992. |
| Siêu cúp Nhật Bản             | Siêu cúp quốc gia        | Tổ chức từ năm 1994 giữa đội vô địch Cúp Thiên Hoàng và J1 League.                                                                   |
| L. League                     | Giải vô địch quốc gia nữ | Tổ chức từ năm 1989, gồm ba hạng đấu (từ cao đến thấp): Nadeshiko League Division 1, Nadeshiko League Dvision 2 và Challenge League. |
| Cúp Hoàng Hậu                 | Cúp quốc gia nữ          | Tổ chức từ năm 1979. |

### Oman
| Giải                         | Tính chất của giải    | Thông tin của giải   |
| ---------------------------- | --------------------- | -------------------- |
| Oman Professional League     | Giải vô địch quốc gia | Tổ chức từ năm 1976. |
| Cúp Sultan Qaboos            | Cúp quốc gia          | Tổ chức từ năm 1972. |
| Siêu cúp bóng đá Oman        | Siêu cúp quốc gia     | Tổ chức từ năm 1999. |
| Oman Professional League Cup | Cúp quốc gia          | Tổ chức từ năm 2007. |

### Pakistan
| Giải                                      | Tính chất của giải    | Thông tin của giải   |
| ----------------------------------------- | --------------------- | -------------------- |
| Pakistan Premier League                   | Giải vô địch quốc gia | Tổ chức từ năm 2004. |
| Pakistan National Football Challenge Cup  | Cúp quốc gia          | Tổ chức từ năm 1979. |
| Giải bóng đá nữ vô địch quốc gia Pakistan | Giải vô địch quốc gia | Tổ chức từ năm 2005. |

### Palestine
| Giải                                     | Tính chất của giải    | Thông tin của giải   |
| ---------------------------------------- | --------------------- | -------------------- |
| Giải vô địch bóng đá Dải Gaza            | Giải vô địch quốc gia |                      |
| Giải vô địch bóng đá Bờ Tây              | Giải vô địch quốc gia | Tổ chức từ năm 1944. |
| Giải bóng đá hạng nhất quốc gia Dải Gaza | Giải hạng nhì         |                      |
| Giải bóng đá hạng nhất quốc gia Bờ Tây   | Giải hạng nhì         |                      |
| Giải bóng đá hạng nhì quốc gia Bờ Tây    | Giải hạng ba          |                      |
| Cúp Palestine                            | Cúp quốc gia          |                      |

### Philippines
| Giải                                                | Tính chất của giải    | Thông tin của giải   |
| --------------------------------------------------- | --------------------- | -------------------- |
| United Football League                              | Giải vô địch quốc gia | Tổ chức từ năm 2009. |
| United Football League Division 2                   | Giải hạng nhì         | Tổ chức từ năm 2011. |
| PFF National Men's Club Championship                | Cúp quốc gia          | Tổ chức từ năm 2011. |
| Cúp United Football League                          | Cúp quốc gia          | Tổ chức từ năm 2009. |
| United Football League Football Alliance Cup        | Cúp quốc gia          | Tổ chức từ năm 2014. |
| United Football League Football Alliance League Cup | Cúp quốc gia          | Tổ chức từ năm 2014. |
| PFF Women's Cup                                     | Cúp quốc gia nữ       | Tổ chức từ năm 2014. |

### Qatar
| Giải                   | Tính chất của giải    | Thông tin của giải   |
| ---------------------- | --------------------- | -------------------- |
| Qatar Stars League     | Giải vô địch quốc gia | Tổ chức từ năm 1963  |
| Qatargas League        | Giải hạng nhì         |                      |
| Cúp Hoàng tử Qatar     | Cúp quốc gia          | Tổ chức từ năm 1972. |
| Cúp Thái tử Qatar      | Cúp quốc gia          | Tổ chức từ năm 1994. |
| Cúp Sheikh Jassim      | Cúp quốc gia          | Tổ chức từ năm 1977. |
| Cúp Qatar Stars League | Cúp quốc gia          | Tổ chức từ năm 2009. |

### Singapore
| Giải                               | Tính chất của giải         | Thông tin của giải   |
| ---------------------------------- | -------------------------- | -------------------- |
| S.League                           | Giải vô địch quốc gia      | Tổ chức từ năm 1996. |
| Singapore Cup                      | Cúp quốc gia               | Tổ chức từ năm 1998. |
| Cúp Liên đoàn bóng đá Singapore    | Cúp quốc gia               | Tổ chức từ năm 2007. |
| Singapore Charity Shield           | Siêu cúp quốc gia          | Tổ chức từ năm 2008. |
| Prime League                       | Giải bóng đá các đội dự bị | Tổ chức từ năm 1997. |
| Singapore National Football League | Giải hạng nhì, ba và tư    | Tổ chức từ năm 1975. |

### Sri Lanka
| Giải                                      | Tính chất của giải    | Thông tin của giải   |
| ----------------------------------------- | --------------------- | -------------------- |
| Sri Lanka Football Premier League         | Giải vô địch quốc gia | Tổ chức từ năm 1985. |
| Giải bóng đá hạng nhất quốc gia Sri Lanka | Giải hạng nhì         |                      |
| Giải bóng đá hạng nhì quốc gia Sri Lanka  | Giải hạng ba          |                      |
| Cúp bóng đá Sri Lanka                     | Cúp quốc gia          | Tổ chức từ năm 1948. |

### Syria
| Giải                                | Tính chất của giải    | Thông tin của giải                                                                      |
| ----------------------------------- | --------------------- | --------------------------------------------------------------------------------------- |
| Giải bóng đá vô địch quốc gia Syria | Giải vô địch quốc gia | Tổ chức từ năm 1966.                                                                    |
| Cúp bóng đá Syria                   | Cúp quốc gia          | Tổ chức từ năm 1959.                                                                    |
| Siêu cúp bóng đá Syria              | Siêu cúp quốc gia     | Tổ chức lần đầu năm 1985 nhưng tới năm 2009 mới tổ chức lần thứ hai và 2013 lần thứ ba. |

### Tajikistan
| Giải                                     | Tính chất của giải    | Thông tin của giải   |
| ---------------------------------------- | --------------------- | -------------------- |
| Giải bóng đá vô địch quốc gia Tajikistan | Giải vô địch quốc gia | Tổ chức từ năm 1992. |
| Cúp bóng đá Tajikistan                   | Cúp quốc gia          | Tổ chức từ năm 1992. |

### Thái Lan
| Giải                                      | Tính chất của giải       | Thông tin của giải                                                                          |
| ----------------------------------------- | ------------------------ | ------------------------------------------------------------------------------------------- |
| Thai Premier League                       | Giải vô địch quốc gia    | Tổ chức từ năm 1996.                                                                        |
| Thai Premier League Division 1            | Giải hạng nhì            | Tổ chức từ năm 1997.                                                                        |
| Thai Regional League                      | Giải hạng ba             | Tổ chức từ năm 2006 gồm 6 giải khu vực.                                                     |
| Giải bóng đá nữ vô địch quốc gia Thái Lan | Giải vô địch quốc gia nữ | Tổ chức từ năm 2009.                                                                        |
| Thai FA Cup                               | Cúp quốc gia             | Tổ chức từ năm 1980.                                                                        |
| Thai League Cup                           | Cúp quốc gia             | Tổ chức từ năm 1987.                                                                        |
| Kor Royal Cup                             | Cúp quốc gia             | Tổ chức từ năm 1916 với vai trò là giải vô địch quốc gia. Từ năm 1996 là siêu cúp quốc gia. |
| Cúp Nhà vua                               | Cúp bóng đá quốc tế      | Tổ chức từ năm 1968.                                                                        |

### Đông Timor
| Giải                 | Tính chất của giải    | Thông tin của giải   |
| -------------------- | --------------------- | -------------------- |
| Super Liga Timorense | Giải vô địch quốc gia | Tổ chức từ năm 2004. |
| Timorense Liga Pre   | Giải hạng nhì         | Tổ chức từ năm 2004. |
| Taça Digicel         | Giải hạng ba          | Tổ chức từ năm 2010. |

### CHDCND Triều Tiên
| Giải                                                               | Tính chất của giải    | Thông tin của giải   |
| ------------------------------------------------------------------ | --------------------- | -------------------- |
| Giải bóng đá vô địch quốc gia Cộng hòa Dân chủ Nhân dân Triều Tiên | Giải vô địch quốc gia | Tổ chức từ năm 2010. |
| Cúp bóng đá Cộng hòa Dân chủ Nhân dân Triều Tiên                   | Cúp quốc gia          | Tổ chức từ năm 1972. |

### Trung Hoa Đài Bắc
| Giải                             | Tính chất của giải    | Thông tin của giải   |
| -------------------------------- | --------------------- | -------------------- |
| Giải bóng đá Ngoại hạng Đài Loan | Giải vô địch quốc gia | Tổ chức từ năm 2018. |

### Trung Quốc
| Giải                                       | Tính chất của giải    | Thông tin của giải                                                    |
| ------------------------------------------ | --------------------- | --------------------------------------------------------------------- |
| Chinese Super League                       | Giải vô địch quốc gia | Tổ chức từ năm 2004.                                                  |
| Giải bóng đá hạng nhất quốc gia Trung Quốc | Giải hạng nhì         | Tổ chức từ năm 2004.                                                  |
| Giải bóng đá hạng nhì quốc gia Trung Quốc  | Giải hạng ba          | Tổ chức từ năm 2004.                                                  |
| Giải bóng đá nghiệp dư Trung Quốc          | Giải hạng tư          | Tổ chức từ năm 2002.                                                  |
| CFA Cup                                    | Cúp quốc gia          | Tổ chức từ năm 1995.                                                  |
| CFA Super Cup                              | Siêu cúp quốc gia     | Tổ chức từ năm 1995 giữa đội vô địch Chinese Super League và CFA Cup. |
| Cúp Liên đoàn bóng đá Trung Quốc           | Cúp quốc gia          | Tổ chức vào năm 2004 và 2005.                                         |

### Turkmenistan
| Giải                          | Tính chất của giải    | Thông tin của giải   |
| ----------------------------- | --------------------- | -------------------- |
| Ýokary Liga                   | Giải vô địch quốc gia | Tổ chức từ năm 1992. |
| Cúp bóng đá Turkmenistan      | Cúp quốc gia          | Tổ chức từ năm 1993. |
| Siêu cúp bóng đá Turkmenistan | Siêu cúp quốc gia     | Tổ chức từ năm 2005. |

### UAE
| Giải                        | Tính chất của giải    | Thông tin của giải   |
| --------------------------- | --------------------- | -------------------- |
| UAE Arabian Gulf League     | Giải vô địch quốc gia | Tổ chức từ năm 1973. |
| UAE President's Cup         | Cúp quốc gia          | Tổ chức từ năm 1974. |
| UAE Arabian Gulf League Cup | Cúp quốc gia          | Tổ chức từ năm 2008. |
| Arabian Gulf Super Cup      | Siêu cúp quốc gia     | Tổ chức từ năm 1990. |

### Úc
| Giải                                       | Tính chất của giải        | Thông tin của giải                                        |
| ------------------------------------------ | ------------------------- | --------------------------------------------------------- |
| A-League                                   | Giải vô địch quốc gia     | Tổ chức từ năm 2004.                                      |
| FFA Cup                                    | Cúp quốc gia              | Tổ chức từ năm 2014.                                      |
| National Premier Leagues Capital Football  | Hạng nhì                  | Tổ chức từ năm 2000 cho khu vực Lãnh thổ Thủ đô Úc.       |
| National Premier Leagues Northern NSW      | Hạng nhì                  | Tổ chức từ năm 2001 cho khu vực phía bắc New South Wales. |
| National Premier Leagues NSW               | Hạng nhì                  | Tổ chức từ năm 2001 cho khu vực New South Wales.          |
| NorZone Premier League                     | Hạng nhì                  | Tổ chức từ năm 2005 cho khu vực phía bắc Lãnh thổ Bắc Úc. |
| Queensland State League                    | Hạng nhì                  | Tổ chức từ năm 2012 cho khu vực Queensland.               |
| National Premier Leagues South Australia   | Hạng nhì                  | Tổ chức từ năm 2005 cho khu vực Nam Úc.                   |
| T-League                                   | Hạng nhì                  | Tổ chức từ năm 2012 cho khu vực Tasmania.                 |
| National Premier Leagues Victoria          | Hạng nhì                  | Tổ chức từ năm 2012 cho khu vực Victoria.                 |
| National Premier Leagues Western Australia | Hạng nhì                  | Tổ chức từ năm 1896 cho khu vực Tây Úc.                   |
| A-League National Youth League             | Giải vô địch trẻ quốc gia | Tổ chức từ năm 2008 dành cho cầu thủ dưới 21 tuổi.        |
| W-League                                   | Giải vô địch nữ quốc gia  | Tổ chức từ năm 2008.                                      |

### Uzbekistan
| Giải                                        | Tính chất của giải       | Thông tin của giải   |
| ------------------------------------------- | ------------------------ | -------------------- |
| Uzbekistan Professional Football League     | Giải vô địch quốc gia    | Tổ chức từ năm 1992. |
| Giải bóng đá hạng nhất quốc gia Uzbekistan  | Giải hạng nhì            | Tổ chức từ năm 1992. |
| Giải bóng đá hạng nhì quốc gia Uzbekistan   | Giải hạng ba             |                      |
| Cúp bóng đá Uzbekistan                      | Cúp quốc gia             | Tổ chức từ năm 1992. |
| Siêu cúp bóng đá Uzbekistan                 | Siêu cúp quốc gia        | Tổ chức từ năm 1999. |
| Giải bóng đá nữ vô địch quốc gia Uzbekistan | Giải vô địch quốc gia nữ | Tổ chức từ năm 1996. |

### Việt Nam
| Giải                                    | Tính chất của giải           | Thông tin của giải                                      |
| --------------------------------------- | ---------------------------- | ------------------------------------------------------- |
| V.League 1                              | Giải vô địch quốc gia        | Tổ chức từ năm 1980.                                    |
| V.League 2                              | Giải hạng nhì                | Tổ chức từ năm 2001.                                    |
| Giải bóng đá hạng nhì quốc gia          | Giải hạng ba                 | Tổ chức từ năm 1999.                                    |
| Giải bóng đá hạng ba quốc gia           | Giải hạng tư                 | Tổ chức từ năm 1999.                                    |
| Giải bóng đá Cúp Quốc gia               | Cúp quốc gia                 | Tổ chức từ năm 1992.                                    |
| Siêu cúp bóng đá Việt Nam               | Siêu cúp quốc gia            | Tổ chức từ năm 1999.                                    |
| Giải bóng đá nữ vô địch quốc gia        | Giải vô địch quốc gia nữ     | Tổ chức từ năm 1998.                                    |
| Giải bóng đá nữ U-19 quốc gia           | Giải trẻ vô địch quốc gia nữ | Tổ chức từ năm 2007.                                    |
| Giải bóng đá U-21 quốc gia              | Giải trẻ vô địch quốc gia    | Tổ chức từ năm 1997.                                    |
| Giải bóng đá U-19 quốc gia              | Giải trẻ vô địch quốc gia    | Tổ chức từ năm 1995.                                    |
| Giải bóng đá U-17 quốc gia              | Giải trẻ vô địch quốc gia    | Tổ chức từ năm 2004.                                    |
| Giải bóng đá U-15 quốc gia              | Giải trẻ vô địch quốc gia    | Tổ chức từ năm 1999.                                    |
| Giải bóng đá thiếu niên toàn quốc       | Giải trẻ vô địch quốc gia    | Tổ chức từ năm 1996 dành cho cầu thủ 13 tuổi trở xuống. |
| Giải bóng đá nhi đồng toàn quốc         | Giải trẻ vô địch quốc gia    | Tổ chức từ năm 1996 dành cho cầu thủ 11 tuổi trở xuống. |
| Giải bóng đá trong nhà vô địch quốc gia | Giải bóng đá trong nhà       | Tổ chức từ năm 2007.                                    |
| Giải bóng đá bãi biển vô địch quốc gia  | Giải bóng đá bãi biển        | Tổ chức từ năm 2009.                                    |

### Yemen
| Giải                                | Tính chất của giải    | Thông tin của giải   |
| ----------------------------------- | --------------------- | -------------------- |
| Giải bóng đá vô địch quốc gia Yemen | Giải vô địch quốc gia | Tổ chức từ năm 1990. |
| Cúp Tổng thống Yemen                | Cúp quốc gia          | Tổ chức từ năm 1990. |
| Siêu cúp bóng đá Yemen              | Siêu cúp quốc gia     | Tổ chức từ năm 2007. |

## Châu Âu
| |  |
| Cộng hòa Ailen \| Aixơlen \| Albania \| Andorra \| Anh \| Áo \| Armenia \| Azerbaijan \| Ba Lan \| Bắc Ailen \| Belarus \| Bỉ \| Bosna và Hercegovina \| Bồ Đào Nha \| Bulgaria \| Croatia \| Đan Mạch \| Đức \| Estonia \| Quần đảo Faroe \| Gibraltar \| Gruzia \| Hà Lan \| Hungary \| Hy Lạp \| Israel \| Kazakhstan \| Latvia \| Liechtenstein \| Litva \| Luxembourg \| Bắc Macedonia \| Malta \| Moldova \| Montenegro \| Na Uy \| Nga \| Pháp \| Phần Lan \| România \| San Marino \| Scotland \| Cộng hòa Séc \| Serbia \| Síp \| Slovakia \| Slovenia \| Tây Ban Nha \| Thổ Nhĩ Kỳ \| Thụy Điển \| Thụy Sĩ \| Ukraina \| Wales \| Ý |  |

Đội tuyển quốc gia
| Giải của UEFA                                                    | Giải của UEFA | Giải của UEFA |
| Tên                                                              | Thông tin |               |
| ---------------------------------------------------------------- | --- | ------------- |
| Giải vô địch bóng đá châu Âu                                     | Tổ chức 4 năm một lần từ năm 1960, là giải đấu cao nhất cấp độ đội tuyển quốc gia tại châu Âu.                      |               |
| Vòng loại Giải vô địch bóng đá châu Âu                           | Tổ chức từ năm 1960.                                                                                                |               |
| UEFA Nations League                                              | Tổ chức từ năm 2018.                                                                                                |               |
| Giải vô địch bóng đá U-21 châu Âu                                | Tổ chức 2 năm một lần từ năm 1978.                                                                                  |               |
| Giải vô địch bóng đá U-19 châu Âu                                | Tổ chức thường niên từ năm 1948, đóng vai trò vòng loại giải vô địch U-20 thế giới khu vực châu Âu.                 |               |
| Giải vô địch bóng đá U-17 châu Âu                                | Tổ chức thường niên từ năm 1982, đóng vai trò vòng loại giải vô địch U-17 thế giới khu vực châu Âu.                 |               |
| Giải vô địch bóng đá nữ châu Âu                                  | Tổ chức 4 năm một lần từ năm 1982.                                                                                  |               |
| Giải vô địch bóng đá nữ U-19 châu Âu                             | Tổ chức thường niên từ năm 1997, đóng vai trò vòng loại giải vô địch nữ U-17 thế giới khu vực châu Âu.              |               |
| Giải vô địch bóng đá nữ U-17 châu Âu                             | Tổ chức thường niên từ năm 2007, đóng vai trò vòng loại giải vô địch nữ U-17 thế giới khu vực châu Âu.              |               |
| Giải vô địch bóng đá trong nhà châu Âu                           | Tổ chức thường niên từ năm 1996.                                                                                    |               |
| Vòng loại Giải vô địch bóng đá bãi biển thế giới khu vực châu Âu | Tổ chức hai năm một lần từ năm 2008.                                                                                |               |
| Euro Beach Soccer League                                         | Tổ chức thường niên từ năm 1998.                                                                                    |               |
| UEFA Regions' Cup                                                | Tổ chức hai năm một lần từ năm 1996. Là giải đấu của các đội tuyển bán chuyên và nghiệp dư các khu vực tại châu Âu. |               |
| Giải không thuộc UEFA                                            | |               |
| Cúp Baltic                                                       | Tổ chức từ năm 1928.                                                                                                |               |
| Nations Cup                                                      | Tổ chức một lần vào năm 2011 giữa các quốc gia Cộng hòa Ireland, Bắc Ireland, Scotland và Wales.                    |               |
| British Home Championship                                        | Tổ chức từ 1883 tới 1984 giữa Anh, Scotland, Wales và Bắc Ireland.                                                  |               |
| Cúp Balkan                                                       | Tổ chức từ 1929 tới 1980.                                                                                           |               |
| Cúp bóng đá quốc tế Trung Âu                                     | Tổ chức từ 1927 tới 1960.                                                                                           |               |
| Giải vô địch bóng đá Nordic                                      | Tổ chức từ 1924 tới 2001.                                                                                           |               |

Câu lạc bộ
| Giải đấu thuộc UEFA           | Giải đấu thuộc UEFA | Giải đấu thuộc UEFA |
| Tên                           | Thông tin |                     |
| ----------------------------- | --- | ------------------- |
| UEFA Champions League         | Tổ chức thường niên từ năm 1955, là giải đấu cao nhất cấp câu lạc bộ tại châu Âu. |                     |
| UEFA Europa League            | Tổ chức thường niên từ năm 1971 với tên UEFA Cup, thay thế cho Inter-Cities Fairs Cup. Từ năm 2009 mang tên UEFA Europa League. |                     |
| UEFA Conference League        | Tổ chức thường niên từ năm 2021. Từ 2021-24 mang tên UEFA Europa Conference League. |                     |
| Siêu cúp bóng đá châu Âu      | Tổ chức thường niên từ năm 1972. Từ năm 1999 trở về trước là trận đấu giữa đội vô địch UEFA Cup Winners' Cup và Giải bóng đá vô địch các câu lạc bộ châu Âu. Sau này là trận đấu giữa đội vô địch UEFA Cup/UEFA Europa League và vô địch Champions League. Từ năm 1998 được cố định tổ chức trên sân Louis II ở Monaco. |                     |
| UEFA Women's Champions League | Tổ chức thường niên từ năm 2001. |                     |
| UEFA Futsal Cup               | Tổ chức thường niên từ năm 2001. |                     |
| Cúp Intertoto                 | Tổ chức thường niên, lần đầu năm 1961 và được UEFA tiếp quản từ năm 1995 tới 2008. Là giải đấu dành cho các đội không đủ điều kiện dự các giải cúp châu Âu có cơ hội dự các giải đấu đó. |                     |
| UEFA Cup Winners' Cup         | Tổ chức thường niên từ năm 1960 tới 1999. |                     |
| Giải không thuộc UEFA         | |                     |
| Setanta Sports Cup            | Tổ chức thường niên từ 2005 giữa các câu lạc bộ vô địch quốc gia và cúp quốc gia của Cộng hòa Ireland và Bắc Ireland. |                     |
| Trofeo Colombino              | Tổ chức thường niên từ 1965 bởi câu lạc bộ Recreativo de Huelva của Tây Ban Nha. |                     |
| Cúp các câu lạc bộ Balkan     | Tổ chức thường niên từ 1961 tới 1994. |                     |
| Baltic League                 | Tổ chức thường niên từ 2007 tới 2011 giữa các câu lạc bộ vô địch quốc gia của Estonia, Litva và Latvia. |                     |
| Cúp Hội chợ liên thành phố    | Tổ chức thường niên từ 1957 tới 1971 và là tiền thân của UEFA Cup/UEFA Europa League. |                     |
| Cúp Latinh                    | Tổ chức thường niên từ 1949 tới 1957 giữa các câu lạc bộ vô địch quốc gia của Pháp, Ý, Tây Ban Nha và Bồ Đào Nha. |                     |
| Cúp Livonia                   | Tổ chức từ 2003 tới 2011 giữa các câu lạc bộ vô địch quốc gia của Estonia và Latvia. |                     |
| Cúp Mitropa                   | Tổ chức thường niên từ 1927 tới 1992 giữa các câu lạc bộ của khu vực Trung Âu. |                     |
| Royal League                  | Tổ chức thường niên từ 2004 tới 2007 giữa 4 câu lạc bộ đứng đầu giải vô địch quốc gia của Đan Mạch, Na Uy và Thụy Điển. |                     |
| Cúp Texaco                    | Tổ chức thường niên từ 1971 tới 1975 giữa các câu lạc bộ Anh, Cộng hòa Ireland, Bắc Ireland và Scotland không được dự cúp châu Âu. |                     |
| Cúp Anh-Scotland              | Tổ chức thường niên từ 1975 tới 1981 giữa các câu lạc bộ Anh và Scotland. |                     |
| Cúp Anh-Ý                     | Tổ chức thường niên từ 1970 tới 1996. |                     |
| Anglo-Italian League Cup      | Tổ chức thường niên từ 1969 tới 1976 giữa câu lạc bộ vô địch Cúp FA/Cúp Liên đoàn bóng đá Anh với câu lạc bộ vô địch Coppa Italia. |                     |
| Cúp Blaxnit                   | Tổ chức thường niên từ 1967 tới 1974 giữa 4 câu lạc bộ Bắc Ireland và 4 câu lạc bộ của Cộng hòa Ireland. |                     |

### Cộng hòa Ailen
| Giải                                     | Tính chất                | Thông tin                                                            |
| ---------------------------------------- | ------------------------ | -------------------------------------------------------------------- |
| Giải bóng đá Ngoại hạng Cộng hòa Ireland | Giải vô địch quốc gia    | Tổ chức từ năm 1985.                                                 |
| League of Ireland First Division         | Giải hạng nhì            | Tổ chức từ năm 1985.                                                 |
| FAI Cup                                  | Cúp quốc gia             | Tổ chức từ năm 1922.                                                 |
| League of Ireland Cup                    | Cúp quốc gia             | Tổ chức từ năm 1973.                                                 |
| President's Cup                          | Siêu cúp quốc gia        | Tổ chức từ năm 2014.                                                 |
| FAI Intermediate Cup                     | Cúp quốc gia             | Tổ chức từ năm 1926 dành cho các câu lạc bộ ngoài League of Ireland. |
| Women's National League                  | Giải vô địch quốc gia nữ | Tổ chức từ năm 2011.                                                 |
| FAI Women's Cup                          | Cúp quốc gia nữ          | Tổ chức từ năm 1989.                                                 |

### Aixơlen
| Giải                 | Tính chất                | Thông tin                           |
| -------------------- | ------------------------ | ----------------------------------- |
| Úrvalsdeild          | Giải vô địch quốc gia    | Tổ chức từ năm 1912.                |
| 1. deild karla       | Giải hạng nhì            | Tổ chức từ năm 1955.                |
| 2. deild karla       | Giải hạng ba             | Tổ chức từ năm 1966.                |
| 3. deild karla       | Giải hạng tư             | Tổ chức từ năm 1982.                |
| 4. deild karla       | Giải hạng năm            | Tổ chức từ năm 2013 gồm 4 bảng đấu. |
| Cúp bóng đá Iceland  | Cúp quốc gia             | Tổ chức từ năm 1960.                |
| Deildabikar          | Cúp quốc gia             | Tổ chức từ năm 1996.                |
| Meistarakeppni karla | Siêu cúp quốc gia        | Tổ chức từ năm 1969.                |
| Úrvalsdeild kvenna   | Giải vô địch quốc gia nữ | Tổ chức từ năm 1972.                |
| Bikarkeppni kvenna   | Cúp quốc gia nữ          | Tổ chức từ năm 1981.                |

### Albania
| Giải                                      | Tính chất                               | Thông tin            |
| ----------------------------------------- | --------------------------------------- | -------------------- |
| Kategoria Superiore                       | Giải vô địch quốc gia                   | Tổ chức từ năm 1930. |
| Kategoria e Parë                          | Giải hạng nhì                           | Tổ chức từ năm 1930. |
| Kategoria e Dytë                          | Giải hạng ba                            |                      |
| Kategoria e Tretë                         | Giải hạng tư                            |                      |
| Kupa e Shqipërisë                         | Cúp quốc gia                            | Tổ chức từ năm 1939. |
| Superkupa e Shqipërisë                    | Siêu cúp quốc gia                       | Tổ chức từ năm 1989. |
| Kampionati Kombëtar i Futbollit për Femra | Giải vô địch quốc gia nữ                | Tổ chức từ năm 2009. |
| Kupa e Futbollit Femra                    | Cúp quốc gia nữ                         | Tổ chức từ năm 2009. |
| Giải vô địch bóng đá trong nhà Albania    | Giải vô địch bóng đá trong nhà quốc gia | Tổ chức từ năm 2003. |
| Cúp bóng đá trong nhà Albania             | Cúp bóng đá trong nhà quốc gia          | Tổ chức từ năm 2011. |
| Kupa e Pavarsisë                          | Giải giao hữu                           | Tổ chức từ năm 2009. |

### Andorra
| Giải                     | Tính chất             | Thông tin            |
| ------------------------ | --------------------- | -------------------- |
| Primera Divisió          | Giải vô địch quốc gia | Tổ chức từ năm 1995. |
| Segona Divisió           | Giải hạng nhì         | Tổ chức từ năm 1999. |
| Copa Constitució         | Cúp quốc gia          | Tổ chức từ năm 1990. |
| Siêu cúp bóng đá Andorra | Siêu cúp quốc gia     | Tổ chức từ năm 2003. |

### Anh
| Giải                                               | Tính chất của giải       | Thông tin của giải (Chi tiết) |
| -------------------------------------------------- | ------------------------ | --- |
| Premier League                                     | Giải vô địch quốc gia    | Tổ chức từ năm 1992. |
| EFL Championship                                   | Giải hạng nhì            | Tổ chức từ năm 2004. Hạng cao nhất của English Football League. |
| EFL League One                                     | Giải hạng ba             | Tổ chức từ năm 2004. Hạng cao thứ hai của English Football League. |
| EFL League Two                                     | Giải hạng tư             | Tổ chức từ năm 2004. Hạng cao thứ ba của English Football League. |
| National League                                    | Giải hạng năm            | Tổ chức từ năm 1979. |
| National League North                              | Giải hạng sáu            | Tổ chức từ năm 2004. |
| National League South                              | Giải hạng sáu            | Tổ chức từ năm 2004. |
| Northern Premier League Premier Division           | Giải hạng bảy            | Tổ chức từ năm 1968. |
| Southern Football League Premier Division          | Giải hạng bảy            | Tổ chức từ năm 2009. |
| Isthmian League Premier Division                   | Giải hạng bảy            | Tổ chức từ năm 1905. |
| Northern Premier League Division One North         | Giải hạng tám            | Tổ chức từ năm 2007. |
| Northern Premier League Division One South         | Giải hạng tám            | Tổ chức từ năm 2007. |
| Southern Football League Division One Central      | Giải hạng tám            | Tổ chức từ năm 2009. |
| Southern Football League Division One South & West | Giải hạng tám            | Tổ chức từ năm 2009. |
| Isthmian League Division One North                 | Giải hạng tám            | Tổ chức từ năm 2006. |
| Isthmian League Division One South                 | Giải hạng tám            | Tổ chức từ năm 2006. |
| FA Community Shield                                | Siêu cúp quốc gia        | Tổ chức từ năm 1908 giữa đội vô địch FA Cup và đội vô địch giải quốc nội. |
| FA Cup                                             | Cúp quốc gia             | Tổ chức từ năm 1872. |
| EFL Cup                                            | Cúp quốc gia             | Tổ chức từ năm 1961 dành cho các đội thuộc bốn hạng đấu cao nhất. |
| EFL Trophy                                         | Cúp quốc gia             | Tổ chức từ năm 1983 dành cho các đội thuộc Football League One và Football League Two. |
| FA Trophy                                          | Cúp quốc gia             | Tổ chức từ năm 1970 dành cho các đội thuộc hạng 5 tới 8. |
| FA Vase                                            | Cúp quốc gia             | Tổ chức từ năm 1974 dành cho các đội thuộc hạng 9 trở xuống. |
| FA Inter-League Cup                                | Cúp quốc gia             | Tổ chức từ năm 1974 giữa các đội hình đại diện cho các giải đấu khu vực thuộc mức 7 của hệ thống giải National League và một số giải đấu khác, nhằm chọn đội đại diện thi đấu tại UEFA Regions' Cup. |
| Conference League Cup                              | Cúp quốc gia             | Tổ chức từ năm 1979 tới 2009 dành cho các đội thuộc Football Conference mà nay là National League.                                                                                                   |
| Emirates Cup                                       | Giải giao hữu            | Tổ chức từ năm 2007 bởi câu lạc bộ Arsenal |
| FA WSL 1                                           | Giải vô địch quốc gia nữ | Tổ chức từ năm 2011. |
| FA WSL 2                                           | Hạng nhì nữ              | Tổ chức từ năm 2014. |
| FA Women's Premier League Northern Division        | Hạng ba nữ               | Tổ chức từ năm 1992. |
| FA Women's Premier League Southern Division        | Hạng ba nữ               | Tổ chức từ năm 1992. |
| FA Women's Premier League National Division        |                          | Tổ chức từ năm 1991 tới 2010 với tính chất là giải vô địch quốc gia nữ, từ 2010 tới 2013 là giải hạng hai.                                                                                           |
| FA Women's Cup                                     | Cúp quốc gia nữ          | Tổ chức từ năm 1971. |
| FA WSL Cup                                         | Cúp liên đoàn nữ         | Tổ chức từ năm 2011. |
| FA Women's Premier League Cup                      | Cúp liên đoàn nữ         | Tổ chức từ năm 1991. |
| FA Women's Community Shield                        | Siêu cúp quốc gia nữ     | Tổ chức từ năm 2000 tới 2006 và lần cuối vào năm 2008. |

### Áo
| Giải                               | Tính chất                                     | Thông tin |
| ---------------------------------- | --------------------------------------------- | --- |
| Österreichische Fußball-Bundesliga | Giải vô địch quốc gia                         | Tổ chức từ năm 1974. |
| Erste Liga                         | Giải hạng nhì                                 | Tổ chức từ năm 1974. |
| Regionalliga Ost                   | Giải hạng ba thuộc hệ thống giải Regionalliga | Tổ chức từ năm 1984. |
| Regionalliga Mitte                 | Giải hạng ba thuộc hệ thống giải Regionalliga | Tổ chức từ năm 1994. |
| Regionalliga West                  | Giải hạng ba thuộc hệ thống giải Regionalliga | Tổ chức từ năm 1981. |
| Landesliga                         | Giải hạng tư                                  | Chia thành chín khu vực: Burgenland, Niederösterreich, Viên; Kärnten và Osttirol, Oberösterreich, Steiermark; Salzburg, Tirol (trừ Osttirol), Vorarlberg. |
| Cúp bóng đá Áo                     | Cúp quốc gia                                  | Tổ chức từ năm 1919. |
| Siêu cúp bóng đá Áo                | Siêu cúp quốc gia                             | Tổ chức từ năm 1986. |
| ÖFB-Frauenliga                     | Giải vô địch quốc gia                         | Tổ chức từ năm 1973. |
| Cúp bóng đá nữ Áo                  | Cúp quốc gia nữ                               | Tổ chức từ năm 1972. |

### Armenia
| Giải                                    | Tính chất của giải    | Thông tin của giải   |
| --------------------------------------- | --------------------- | -------------------- |
| Giải bóng đá Ngoại hạng Armenia         | Giải vô địch quốc gia | Tổ chức từ năm 1992. |
| Giải bóng đá hạng nhất quốc gia Armenia | Giải hạng nhì         | Tổ chức từ năm 1992. |
| Cúp Độc lập Armenia                     | Cúp quốc gia          | Tổ chức từ năm 1939. |
| Siêu cúp bóng đá Armenia                | Siêu cúp quốc gia     | Tổ chức từ năm 1997. |

### Azerbaijan
| Giải                         | Tính chất của giải    | Thông tin của giải                                    |
| ---------------------------- | --------------------- | ----------------------------------------------------- |
| Azərbaycan Premyer Liqası    | Giải vô địch quốc gia | Tổ chức từ năm 1992.                                  |
| Azərbaycan Birinci Divizionu | Giải hạng nhì         | Tổ chức từ năm 1992.                                  |
| Cúp bóng đá Azerbaijan       | Cúp quốc gia          | Tổ chức từ năm 1936.                                  |
| Siêu cúp bóng đá Azerbaijan  | Siêu cúp quốc gia     | Tổ chức từ năm 1993 (không tổ chức từ 1996 tới 2012). |

### Ba Lan
| Giải                 | Tính chất của giải       | Thông tin của giải   |
| -------------------- | ------------------------ | -------------------- |
| Ekstraklasa          | Giải vô địch quốc gia    | Tổ chức từ năm 1927. |
| I liga               | Giải hạng 2              | Tổ chức từ năm 1949. |
| II liga              | Giải hạng 3              | Tổ chức từ năm 1966. |
| III liga             | Giải hạng 4              | Gồm 8 khu vực.       |
| IV liga              | Giải hạng 5              |                      |
| Puchar Polski        | Cúp quốc gia             | Tổ chức từ năm 1925. |
| Superpuchar Polski   | Siêu cúp quốc gia        | Tổ chức từ năm 1983. |
| Ekstraliga           | Giải vô địch quốc gia nữ | Tổ chức từ năm 1979. |
| Puchar Polski kobiet | Cúp quốc gia nữ          | Tổ chức từ năm 1984. |

### Bắc Ailen
| Giải                                       | Tính chất của giải       | Thông tin của giải                                                                                                |
| ------------------------------------------ | ------------------------ | --- |
| NIFL Premiership                           | Giải vô địch quốc gia    | Tổ chức từ năm 1890.                                                                                              |
| NIFL Championship 1                        | Giải hạng 2              | Tổ chức từ năm 1951.                                                                                              |
| NIFL Championship 2                        | Giải hạng 3              | Tổ chức từ năm 2003.                                                                                              |
| Ballymena & Provincial Intermediate League | Giải hạng 4              | Tổ chức từ năm 2006.                                                                                              |
| Mid-Ulster Football League                 | Giải hạng 4 và 5         | Tổ chức từ năm 1997. Gồm các hạng đấu Division A và Division B (Division A hạng 4; Division B hạng 5)             |
| Northern Amateur Football League           | Giải hạng 4 tới 7        | Tổ chức từ năm 1923. Gồm các hạng đấu từ cao tới thấp: Premier Division, Division 1A, Division 1B và Division 1C. |
| Northern Ireland Intermediate League       | Giải hạng 4              | Tổ chức từ năm 1978.                                                                                              |
| Irish Cup                                  | Cúp quốc gia             | Tổ chức từ năm 1880.                                                                                              |
| Northern Ireland Football League Cup       | Cúp liên đoàn            | Tổ chức từ năm 1987.                                                                                              |
| NIFL Charity Shield                        | Siêu cúp quốc gia        | Tổ chức từ năm 1992.                                                                                              |
| Irish Intermediate Cup                     | Cúp quốc gia             | Tổ chức từ năm 1892. Dành cho các đội hạng trung và dự bị.                                                        |
| Women's Premier League                     | Giải vô địch quốc gia nữ | Tổ chức từ năm 2004.                                                                                              |
| Irish Women's Cup                          | Cúp quốc gia nữ          | Tổ chức từ năm 2005.                                                                                              |

### Belarus
| Giải                                    | Tính chất của giải    | Thông tin của giải   |
| --------------------------------------- | --------------------- | -------------------- |
| Giải bóng đá Ngoại hạng Belarus         | Giải vô địch quốc gia | Tổ chức từ năm 1992. |
| Giải bóng đá hạng nhất quốc gia Belarus | Giải hạng nhì         | Tổ chức từ năm 1992. |
| Giải bóng đá hạng nhì quốc gia Belarus  | Giải hạng ba          | Tổ chức từ năm 1992. |
| Cúp bóng đá Belarus                     | Cúp quốc gia          | Tổ chức từ năm 1992. |
| Siêu cúp bóng đá Belarus                | Cúp quốc gia          | Tổ chức từ năm 2010. |

### Bỉ
| Giải                                  | Tính chất             | Thông tin                                                                                     |
| ------------------------------------- | --------------------- | --------------------------------------------------------------------------------------------- |
| Pro League                            | Giải vô địch quốc gia | Tổ chức từ năm 1895.                                                                          |
| Challenger Pro League                 | Giải hạng nhì         | Tổ chức từ năm 1905.                                                                          |
| Giải bóng đá hạng ba quốc gia Bỉ      | Giải hạng ba          | Tổ chức từ năm 1926 gồm hai giải khu vực A và B.                                              |
| Giải bóng đá hạng tư quốc gia Bỉ      | Giải hạng tư          | Tổ chức từ năm 1952 gồm bốn giải khu vực A, B, C và D.                                        |
| Cúp bóng đá Bỉ                        | Cúp quốc gia          | Tổ chức từ năm 1911.                                                                          |
| Siêu cúp bóng đá Bỉ                   | Siêu cúp quốc gia     | Tổ chức từ năm 1979.                                                                          |
| Super League                          | Giải vô địch quốc gia | Tổ chức từ năm 2015 sau khi giải đấu liên kết với Hà Lan mang tên BeNe League dừng hoạt động. |
| Giải bóng đá nữ hạng nhất quốc gia Bỉ | Giải hạng nhì nữ      | Tổ chức từ năm 1973.                                                                          |
| Giải bóng đá nữ hạng nhì quốc gia Bỉ  | Giải hạng ba nữ       | Tổ chức từ năm 1982.                                                                          |
| Giải bóng đá nữ hạng ba quốc gia Bỉ   | Giải hạng tư nữ       | Tổ chức từ năm 1990.                                                                          |
| Cúp bóng đá nữ Bỉ                     | Cúp quốc gia nữ       | Tổ chức từ năm 1977.                                                                          |

### Bosna và Hercegovina
| Giải                                       | Tính chất của giải       | Thông tin của giải                                             |
| ------------------------------------------ | ------------------------ | -------------------------------------------------------------- |
| Premijer liga Bosne i Hercegovine          | Giải vô địch quốc gia    | Tổ chức từ năm 2000.                                           |
| Prva liga Federacije Bosne i Hercegovine   | Giải hạng nhì            | Tổ chức từ năm 1995.                                           |
| Prva liga Republike Srpske                 | Giải hạng nhì            | Tổ chức từ năm 1995.                                           |
| Druga liga Federacije Bosne i Hercegovine  | Giải hạng ba             |                                                                |
| Druga liga Republike Srpske                | Giải hạng ba             |                                                                |
| Kup Bosne i Hercegovine                    | Cúp quốc gia             | Tổ chức từ năm 1994.                                           |
| Cúp bóng đá Liên bang Bosna và Hercegovina | Cúp quốc gia             | Tổ chức từ năm 2014 làm vòng loại cho Kup Bosne i Hercegovine. |
| Cúp bóng đá Cộng hòa Srpska                | Cúp quốc gia             | Tổ chức từ năm 1993.                                           |
| Ženska nogometna liga                      | Giải vô địch quốc gia nữ | Tổ chức từ năm 2001.                                           |
| Cúp bóng đá nữ Bosna và Hercegovina        | Cúp quốc gia nữ          | Tổ chức từ năm 2002.                                           |
| Siêu cúp bóng đá Bosna và Hercegovina      | Siêu cúp quốc gia        | Tổ chức từ năm 1997 tới 2001.                                  |

### Bồ Đào Nha
| Giải                                      | Tính chất                | Thông tin            |
| ----------------------------------------- | ------------------------ | -------------------- |
| Primeira Liga                             | Giải vô địch quốc gia    | Tổ chức từ năm 1934. |
| Liga Portugal 2                           | Giải hạng 2              | Tổ chức từ năm 1990. |
| Campeonato Nacional de Seniores           | Giải hạng 3              | Tổ chức từ năm 2013. |
| Campeonato Distrital                      | Giải hạng 4 tới 7        |                      |
| Taça de Portugal                          | Cúp quốc gia             | Tổ chức từ năm 1938. |
| Taça da Liga                              | Cúp liên đoàn            | Tổ chức từ năm 2007. |
| Supertaça Cândido de Oliveira             | Siêu cúp quốc gia        | Tổ chức từ năm 1979. |
| Campeonato Nacional de Futebol Feminino   | Giải vô địch quốc gia nữ | Tổ chức từ năm 1993. |
| Taça de Portugal de Futebol Feminino      | Cúp quốc gia nữ          | Tổ chức từ năm 2003. |
| Supertaça de Portugal de Futebol Feminino | Siêu cúp quốc gia        | Tổ chức từ năm 2015. |

### Bulgaria
| Giải                               | Tính chất của giải       | Thông tin của giải                   |
| ---------------------------------- | ------------------------ | ------------------------------------ |
| "А" Futbolna Grupa                 | Giải vô địch quốc gia    | Tổ chức từ năm 1924.                 |
| "B" Futbolna Grupa                 | Giải hạng nhì            | Tổ chức từ năm 1950.                 |
| "V" Futbolna Grupa                 | Giải hạng ba             | Tổ chức từ năm 1950 gồm bốn khu vực. |
| Kupa na Balgariya                  | Cúp quốc gia             | Tổ chức từ năm 1938.                 |
| Superkupa na Balgariya             | Siêu cúp quốc gia        | Tổ chức từ năm 1989.                 |
| Dŭrzhavno pŭrvenstvo zheni         | Giải vô địch quốc gia nữ | Tổ chức từ năm 1985.                 |
| Kupa na Balgariya - Zheni          | Cúp quốc gia nữ          | Tổ chức từ năm 1985.                 |
| Kupa na Amat'orskata futbolna liga | Cúp quốc gia             | Tổ chức từ năm 1995.                 |

### Croatia
| Giải                                 | Tính chất của giải       | Thông tin của giải                               |
| ------------------------------------ | ------------------------ | ------------------------------------------------ |
| Hrvatska nogometna liga              | Giải vô địch quốc gia    | Tổ chức từ năm 1992.                             |
| Prva nogometna liga                  | Giải hạng nhì            | Tổ chức từ năm 1991.                             |
| Druga nogometna liga                 | Giải hạng ba             | Tổ chức từ năm 1991.                             |
| Hrvatski nogometni kup               | Cúp quốc gia             | Tổ chức từ năm 1992.                             |
| Hrvatski nogometni superkup          | Siêu cúp quốc gia        | Tổ chức từ năm 1992.                             |
| Prva županijska nogometna liga       | Giải hạng tư             | Tổ chức từ năm 1991 bao gồm 21 giải của các hạt. |
| Prva hrvatska nogometna liga za žene | Giải vô địch quốc gia nữ | Tổ chức từ năm 1992.                             |
| Hrvatski nogometni kup za žene       | Cúp quốc gia nữ          | Tổ chức từ năm 1992.                             |

### Đan Mạch
| Giải                                     | Tính chất của giải       | Thông tin của giải                                     |
| ---------------------------------------- | ------------------------ | ------------------------------------------------------ |
| Superligaen                              | Giải vô địch quốc gia    | Tổ chức từ năm 1991.                                   |
| Giải bóng đá hạng nhất quốc gia Đan Mạch | Giải hạng nhì            | Tổ chức từ năm 1945.                                   |
| Giải bóng đá hạng nhì quốc gia Đan Mạch  | Giải hạng ba             | Tổ chức từ năm 1946. Gồm hai giải khu vực Đông và Tây. |
| Danmarksserien                           | Giải hạng tư             | Tổ chức từ năm 1965.                                   |
| DBU Pokalen                              | Cúp quốc gia             | Tổ chức từ năm 1955.                                   |
| Cúp Liên đoàn bóng đá Đan Mạch           | Cúp quốc gia             | Tổ chức từ năm 2005 tới 2006.                          |
| Siêu cúp bóng đá Đan Mạch                | Siêu cúp quốc gia        | Tổ chức từ năm 1994 tới 2004.                          |
| Elitedivisionen                          | Giải vô địch quốc gia nữ | Tổ chức từ năm 1973.                                   |
| Cúp bóng đá nữ Đan Mạch                  | Cúp quốc gia nữ          | Tổ chức từ năm 1993.                                   |

### Đức
| Giải                                  | Tính chất của giải       | Thông tin của giải                                                                    |
| ------------------------------------- | ------------------------ | ------------------------------------------------------------------------------------- |
| Bundesliga                            | Giải vô địch quốc gia    | Tổ chức từ năm 1963.                                                                  |
| 2. Bundesliga                         | Giải hạng nhì            | Tổ chức từ năm 1974.                                                                  |
| 3. Liga                               | Giải hạng ba             | Tổ chức từ năm 2008.                                                                  |
| Fußball-Regionalliga Nord             | Giải hạng tư             | Tổ chức từ năm 1994.                                                                  |
| Fußball-Regionalliga Nordost          | Giải hạng tư             | 1994.                                                                                 |
| Fußball-Regionalliga Bayern           | Giải hạng tư             | Tổ chức từ năm 2012.                                                                  |
| Fußball-Regionalliga Südwest          | Giải hạng tư             | Tổ chức từ năm 2012.                                                                  |
| Fußball-Regionalliga West             | Giải hạng tư             | Tổ chức từ năm 2008.                                                                  |
| Fußball-Oberliga Baden-Württemberg    | Giải hạng năm            | Tổ chức từ năm 1978.                                                                  |
| Fußball-Bayernliga                    | Giải hạng năm            | Tổ chức từ năm 2012 gồm hai khu vực Bắc và Nam Bavaria.                               |
| Bremen-Liga                           | Giải hạng năm            | Tổ chức từ năm 1947.                                                                  |
| Fußball-Oberliga Hamburg              | Giải hạng năm            | Tổ chức từ năm 1945.                                                                  |
| Fußball-Hessenliga                    | Giải hạng năm            | Tổ chức từ năm 1945.                                                                  |
| Fußball-Oberliga Mittelrhein          | Giải hạng năm            | Tổ chức từ năm 1956.                                                                  |
| Fußball-Oberliga Niederrhein          | Giải hạng năm            | Tổ chức từ năm 1956.                                                                  |
| Fußball-Oberliga Niedersachsen        | Giải hạng năm            | Tổ chức từ năm 1947.                                                                  |
| Fußball-Oberliga Nordost              | Giải hạng năm            | Tổ chức từ năm 1991 gồm hai khu vực Bắc và Nam.                                       |
| Fußball-Oberliga Rheinland-Pfalz/Saar | Giải hạng năm            | Tổ chức từ năm 1978.                                                                  |
| Schleswig-Holstein-Liga               | Giải hạng năm            | Tổ chức từ năm 1947.                                                                  |
| Fußball-Oberliga Westfalen            | Giải hạng năm            | Tổ chức từ năm 1978.                                                                  |
| DFB-Pokal                             | Cúp quốc gia             | Tổ chức từ năm 1934.                                                                  |
| DFB-Ligapokal                         | Cúp Liên đoàn            | Tổ chức từ năm 1997 tới 2007.                                                         |
| DFL-Supercup                          | Siêu cúp quốc gia        | Tổ chức từ năm 1987 tới 1996 với tên DFB Supercup, từ năm 2010 mang tên DFL Supercup. |
| Bundesliga                            | Giải vô địch quốc gia nữ | Tổ chức từ năm 1990.                                                                  |
| 2. Bundesliga                         | Giải hạng hai            | Tổ chức từ năm 2004, gồm hai khu vực.                                                 |
| Fußball-Regionalliga                  | Giải hạng ba             | Tổ chức từ năm 1985, gồm 5 khu vực.                                                   |
| Cúp bóng đá nữ Đức                    | Cúp quốc gia nữ          | Tổ chức từ năm 1993.                                                                  |

### Estonia
| Giải                          | Tính chất của giải       | Thông tin của giải                                       |
| ----------------------------- | ------------------------ | -------------------------------------------------------- |
| Meistriliiga                  | Giải vô địch quốc gia    | Tổ chức từ năm 1992.                                     |
| Esiliiga                      | Giải hạng nhì            | Tổ chức từ năm 1992.                                     |
| Esiliiga B                    | Giải hạng ba             | Tổ chức từ năm 2013.                                     |
| II liiga                      | Giải hạng tư             | Tổ chức từ năm 1995 gồm hai khu vực Đông/Bắc và Tây/Nam. |
| III liiga                     | Giải hạng năm            | Tổ chức từ năm 1995 gồm bốn khu vực.                     |
| Eesti Karikas                 | Cúp quốc gia             | Tổ chức từ năm 1938.                                     |
| Siêu cúp bóng đá Estonia      | Siêu cúp quốc gia        | Tổ chức từ năm 1996.                                     |
| Naiste Meistriliiga           | Giải vô địch quốc gia nữ | Tổ chức từ năm 1994.                                     |
| Eesti naiste karikavõistlused | Cúp quốc gia nữ          | Tổ chức từ năm 2007.                                     |
| Siêu cúp bóng đá nữ Estonia   | Siêu cúp quốc gia nữ     | Tổ chức từ năm 2009.                                     |

### Quần đảo Faroe
| Giải                  | Tính chất của giải       | Thông tin của giải   |
| --------------------- | ------------------------ | -------------------- |
| Betri deildin         | Giải vô địch quốc gia    | Tổ chức từ năm 1942. |
| 1. deild              | Giải hạng nhì            | Tổ chức từ năm 1943. |
| 2. deild              | Giải hạng ba             | Tổ chức từ năm 1943. |
| Løgmanssteypið        | Cúp quốc gia             | Tổ chức từ năm 1955. |
| Stórsteypadystur      | Siêu cúp quốc gia        | Tổ chức từ năm 2007. |
| 1. deild kvinnur      | Giải vô địch quốc gia nữ | Tổ chức từ năm 1985. |
| Steypakapping kvinnur | Cúp quốc gia nữ          | Tổ chức từ năm 1990. |

### Gibraltar
| Giải                                       | Tính chất của giải       | Thông tin của giải   |
| ------------------------------------------ | ------------------------ | -------------------- |
| Gibraltar Premier Division                 | Giải vô địch quốc gia    | Tổ chức từ năm 1895. |
| Gibraltar Second Division                  | Giải hạng nhì            | Tổ chức từ năm 1909. |
| Rock Cup                                   | Cúp quốc gia             | Tổ chức từ năm 1894. |
| Giải bóng đá nữ vô địch quốc gia Gibraltar | Giải vô địch quốc gia nữ | Tổ chức từ năm 2007. |

### Gruzia
| Giải                                    | Tính chất của giải       | Thông tin của giải   |
| --------------------------------------- | ------------------------ | -------------------- |
| Umaglesi Liga                           | Giải vô địch quốc gia    | Tổ chức từ năm 1990. |
| Pirveli Liga                            | Giải hạng nhì            | Tổ chức từ năm 1990. |
| Meore Liga                              | Giải hạng ba             | Tổ chức từ năm 1990. |
| Cúp bóng đá Gruzia                      | Cúp quốc gia             | Tổ chức từ năm 1991. |
| Siêu cúp bóng đá Gruzia                 | Siêu cúp quốc gia        | Tổ chức từ năm 1996. |
| Giải bóng đá nữ vô địch quốc gia Gruzia | Giải vô địch quốc gia nữ | Tổ chức từ năm 1990. |

### Hà Lan
| Giải                     | Tính chất của giải       | Thông tin của giải                                                      |
| ------------------------ | ------------------------ | ----------------------------------------------------------------------- |
| Eredivisie               | Giải vô địch quốc gia    | Tổ chức từ năm 1956.                                                    |
| Eerste Divisie           | Giải hạng 2              | Tổ chức từ năm 1956.                                                    |
| Topklasse                | Giải hạng 3              | Tổ chức từ năm 2010 gồm 2 bảng.                                         |
| Hoofdklasse              | Giải hạng 4              | Tổ chức từ năm 1974 gồm 6 bảng.                                         |
| Eerste Klasse            | Giải hạng 5              | Gồm 11 bảng.                                                            |
| Tweede Klasse            | Giải hạng 6              | Gồm 22 bảng.                                                            |
| Derde Klasse             | Giải hạng 7              | Gồm 44 bảng.                                                            |
| Vierde Klasse            | Giải hạng 8              | Gồm 67 bảng.                                                            |
| Vijfde Klasse            | Giải hạng 9              | Gồm 37 bảng.                                                            |
| KNVB Beker               | Cúp quốc gia             | Tổ chức từ năm 1899.                                                    |
| Johan Cruijff Schaal     | Siêu cúp quốc gia        | Tổ chức từ năm 1949.                                                    |
| KNVB Beker voor amateurs | Cúp quốc gia             | Tổ chức từ năm 1980.                                                    |
| Districtsbeker           | Cúp quốc gia             | Tổ chức từ năm 2001 dành cho các đội nghiệp dư của 6 quận thuộc Hà Lan. |
| Eredivisie Vrouwen       | Giải vô địch quốc gia nữ | Tổ chức từ năm 2007.                                                    |
| Topklasse                | Giải hạng 2 nữ           | Tổ chức từ năm 2011.                                                    |
| Hoofdklasse              | Giải hạng 3 nữ           | Tổ chức từ năm 1973 với danh nghĩa giải vô địch quốc gia nữ.            |
| Cúp bóng đá nữ Hà Lan    | Cúp quốc gia nữ          | Tổ chức từ năm 1980.                                                    |

### Hungary
| Giải                   | Tính chất của giải       | Thông tin của giải   |
| ---------------------- | ------------------------ | -------------------- |
| Nemzeti Bajnokság I    | Giải vô địch quốc gia    | Tổ chức từ năm 1901. |
| Nemzeti Bajnokság II   | Giải hạng nhì            | Tổ chức từ năm 1955. |
| Nemzeti Bajnokság III  | Giải hạng ba             | Tổ chức từ năm 1978. |
| Magyar Kupa            | Cúp quốc gia             | Tổ chức từ năm 1910. |
| Ligakupa               | Cúp quốc gia             | Tổ chức từ năm 2007. |
| Szuperkupa             | Siêu cúp quốc gia        | Tổ chức từ năm 1992. |
| Női Nemzeti Bajnokság  | Giải vô địch quốc gia nữ | Tổ chức từ năm 1984. |
| Cúp bóng đá nữ Hungary | Cúp quốc gia nữ          | Tổ chức từ năm 1992. |

### Hy Lạp
| Giải                                     | Tính chất của giải       | Thông tin của giải   |
| ---------------------------------------- | ------------------------ | -------------------- |
| Super League                             | Giải vô địch quốc gia    | Tổ chức từ năm 1927. |
| Super League 2                           | Giải hạng nhì            | Tổ chức từ năm 1959. |
| Gamma Ethniki                            | Giải hạng ba             | Tổ chức từ năm 1982. |
| Kýpello Elládos Podosfaírou              | Cúp quốc gia             | Tổ chức từ năm 1931. |
| Hy Kýpello Erasitechnikón Omádon Elládos | Cúp quốc gia             | Tổ chức từ năm 1971. |
| Soúper Kap Elládos                       | Siêu cúp quốc gia        | Tổ chức từ năm 1987. |
| Panellínio Protáthlima Gynaikón          | Giải vô địch quốc gia nữ | Tổ chức từ năm 1987. |
| Cúp bóng đá nữ Hy Lạp                    | Cúp quốc gia nữ          | Tổ chức từ năm 2000. |

### Israel
| Giải                    | Tính chất của giải       | Thông tin của giải                                                     |
| ----------------------- | ------------------------ | ---------------------------------------------------------------------- |
| Ligat HaAl              | Giải vô địch quốc gia    | Tổ chức từ năm 1999.                                                   |
| Liga Leumit             | Giải hạng nhì            | Tổ chức từ năm 1954.                                                   |
| Liga Alef               | Giải hạng ba             | Tổ chức từ năm 1949 gồm hai khu vực Bắc và Nam.                        |
| Liga Bet                | Giải hạng tư             | Tổ chức từ năm 1949 gồm 4 bảng chia đều cho hai khu vực Bắc và Nam.    |
| Liga Gimel              | Giải hạng năm            | Tổ chức từ năm 1951 gồm 8 khu vực.                                     |
| Gvia HaMedina           | Cúp quốc gia             | Tổ chức từ năm 1928.                                                   |
| Siêu cúp bóng đá Israel | Siêu cúp quốc gia        | Tổ chức từ năm 1957.                                                   |
| Gvia HaToto             | Cúp Liên đoàn            | Tổ chức từ năm 1984 giữa các câu lạc bộ của Ligat HaAl và Liga Leumit. |
| Ligat Nashim            | Giải vô địch quốc gia nữ | Tổ chức từ năm 1998 gồm hai hạng đấu.                                  |
| Gvia HaMedina Nashim    | Cúp quốc gia nữ          | Tổ chức từ năm 1998.                                                   |

### Kazakhstan
| Giải                                        | Tính chất của giải       | Thông tin của giải   |
| ------------------------------------------- | ------------------------ | -------------------- |
| Qazaqstan Käsipqoy Futbol Lïgası            | Giải vô địch quốc gia    | Tổ chức từ năm 1992. |
| Giải bóng đá hạng nhất quốc gia Kazakhstan  | Giải hạng nhì            | Tổ chức từ năm 1994. |
| Cúp bóng đá Kazakhstan                      | Cúp quốc gia             | Tổ chức từ năm 1992. |
| Siêu cúp bóng đá Kazakhstan                 | Siêu cúp quốc gia        | Tổ chức từ năm 2008. |
| Giải bóng đá nữ vô địch quốc gia Kazakhstan | Giải vô địch quốc gia nữ | Tổ chức từ năm 2004. |
| Cúp bóng đá nữ Kazakhstan                   | Cúp quốc gia nữ          | Tổ chức từ năm 2006. |

### Latvia
| Giải                 | Tính chất của giải       | Thông tin của giải   |
| -------------------- | ------------------------ | -------------------- |
| Virslīga             | Giải vô địch quốc gia    | Tổ chức từ năm 1927. |
| 1. līga              | Giải hạng nhì            | Tổ chức từ năm 1992. |
| 2. līga              | Giải hạng ba             | Tổ chức từ năm 1992. |
| Latvijas kauss       | Cúp quốc gia             | Tổ chức từ năm 1937. |
| Latvijas Superkauss  | Siêu cúp quốc gia        | Tổ chức từ năm 2013. |
| Ziemas Kauss         | Cúp liên đoàn            | Tổ chức từ năm 2013. |
| Sievešu Futbola Liga | Giải vô địch quốc gia nữ | Tổ chức từ năm 2003. |

### Liechtenstein
| Giải                      | Tính chất của giải | Thông tin của giải |
| ------------------------- | ------------------ | --- |
| Cúp bóng đá Liechtenstein | Cúp quốc gia       | Tổ chức từ năm 1946. Là giải đấu cấp câu lạc bộ duy nhất tại Liechtenstein do cả bảy câu lạc bộ tại đây đều thi đấu tại Thụy Sĩ. |

### Litva
| Giải                               | Tính chất của giải       | Thông tin của giải                   |
| ---------------------------------- | ------------------------ | ------------------------------------ |
| A Lyga                             | Giải vô địch quốc gia    | Tổ chức từ năm 1991.                 |
| I Lyga                             | Giải hạng nhì            | Tổ chức từ năm 1991.                 |
| II Lyga                            | Giải hạng ba             | Bao gồm ba khu vực Tây, Đông và Nam. |
| Lietuvos futbolo federacijos taurė | Cúp quốc gia             | Tổ chức từ năm 1947.                 |
| Siêu cúp bóng đá Litva             | Siêu cúp quốc gia        | Tổ chức từ năm 1995.                 |
| A Lyga                             | Giải vô địch quốc gia nữ | Tổ chức từ năm 1994.                 |
| LFF moterų taurė                   | Cúp quốc gia nữ          | Tổ chức từ năm 1994.                 |
| Siêu cúp bóng đá nữ Litva          | Siêu cúp quốc gia nữ     | Tổ chức từ năm 1995.                 |

### Luxembourg
| Giải                      | Tính chất của giải       | Thông tin của giải   |
| ------------------------- | ------------------------ | -------------------- |
| Nationaldivisioun         | Giải vô địch quốc gia    | Tổ chức từ năm 1910. |
| Éierepromotioun           | Giải hạng nhì            |                      |
| 1. Divisioun              | Giải hạng ba             |                      |
| 2. Divisioun              | Giải hạng tư             |                      |
| 3. Divisioun              | Giải hạng năm            |                      |
| Cúp bóng đá Luxembourg    | Cúp quốc gia             | Tổ chức từ năm 1922. |
| Dames Ligue 1             | Giải vô địch quốc gia nữ | Tổ chức từ năm 1972. |
| Cúp bóng đá nữ Luxembourg | Cúp quốc gia nữ          | Tổ chức từ năm 2001. |

### Bắc Macedonia
| Giải                            | Tính chất                | Thông tin                           |
| ------------------------------- | ------------------------ | ----------------------------------- |
| Prva Makedonska Fudbalska Liga  | Giải vô địch quốc gia    | Tổ chức từ năm 1992.                |
| Btora Мakedonska Fudbalska Liga | Giải hạng nhì            | Tổ chức từ năm 1992.                |
| Makedonska Treta Liga           | Giải hạng ba             | Tổ chức từ năm 1992. Gồm 5 khu vực. |
| Мakedonski Opštinski Ligi       | Giải hạng tư và năm      | Tổ chức từ năm 1992.                |
| Kup na Makedonija               | Cúp quốc gia             | Tổ chức từ năm 1992.                |
| Siêu cúp bóng đá Macedonia      | Siêu cúp quốc gia        | Tổ chức từ năm 2011.                |
| 1. Liga - Ženi                  | Giải vô địch quốc gia nữ | Tổ chức từ năm 2001.                |
| Cúp bóng đá nữ Macedonia        | Cúp quốc gia nữ          | Tổ chức từ năm 2003.                |

### Malta
| Giải                                 | Tính chất của giải       | Thông tin của giải   |
| ------------------------------------ | ------------------------ | -------------------- |
| Premier League                       | Giải vô địch quốc gia    | Tổ chức từ năm 1909. |
| First Division                       | Giải hạng 2              | Tổ chức từ năm 1998. |
| Second Division                      | Giải hạng 3              | Tổ chức từ năm 2000. |
| Third Division                       | Giải hạng 4              |                      |
| MFA Trophy                           | Cúp quốc gia             | Tổ chức từ năm 1933. |
| Siêu cúp bóng đá Malta               | Siêu cúp quốc gia        | Tổ chức từ năm 1985. |
| First Division                       | Giải vô địch quốc gia nữ | Tổ chức từ năm 1995. |
| Cúp bóng đá nữ Malta                 | Cúp quốc gia nữ          | Tổ chức từ năm 1995. |
| Giải bóng đá hạng nhất quốc gia Gozo | Giải vô địch vùng        | Tổ chức từ năm 1937. |
| Giải bóng đá hạng nhất quốc gia Gozo | Giải hạng 2 vùng         | Tổ chức từ năm 1937. |

### Moldova
| Giải                       | Tính chất của giải       | Thông tin của giải                   |
| -------------------------- | ------------------------ | ------------------------------------ |
| Divizia Naţională          | Giải vô địch quốc gia    | Tổ chức từ năm 1992.                 |
| Divizia "A"                | Giải hạng 2              | Tổ chức từ năm 1992.                 |
| Divizia "B"                | Giải hạng 3              | Tổ chức từ năm 1992, gồm ba khu vực. |
| Cupa Moldovei              | Cúp quốc gia             | Tổ chức từ năm 1992.                 |
| Supercupa Moldovei         | Siêu cúp quốc gia        | Tổ chức từ năm 2003.                 |
| Divizia Naţională Feminină | Giải vô địch quốc gia nữ | Tổ chức từ năm 1996.                 |
| Cúp bóng đá nữ Moldova     | Cúp quốc gia nữ          | Tổ chức từ năm 1997.                 |

### Montenegro
| Giải                           | Tính chất của giải       | Thông tin của giải   |
| ------------------------------ | ------------------------ | -------------------- |
| Prva Crnogorska Fudbalska Liga | Giải vô địch quốc gia    | Tổ chức từ năm 2006. |
| Druga Crnogorska Liga          | Giải hạng 2              | Tổ chức từ năm 2006. |
| Treća Crnogorska Liga          | Giải hạng 3              | Bao gồm ba khu vực.  |
| Crnogorski fudbalski kup       | Cúp quốc gia             | Tổ chức từ năm 2006. |
| 1. ŽFL                         | Giải vô địch quốc gia nữ | Tổ chức từ năm 2011. |

### Na Uy
| Giải                 | Tính chất                | Thông tin                                                    |
| -------------------- | ------------------------ | ------------------------------------------------------------ |
| Eliteserien          | Giải vô địch quốc gia    | Tổ chức từ năm 1991.                                         |
| 1. Divisjon          | Giải hạng 2              | Tổ chức từ năm 1948.                                         |
| 2. Divisjon          | Giải hạng 3              | Tổ chức từ năm 1963 gồm 4 khu vực.                           |
| 3. Divisjon          | Giải hạng 4              | Tổ chức từ năm 1963 gồm 12 khu vực.                          |
| Cúp bóng đá Na Uy    | Cúp quốc gia             | Tổ chức từ năm 1902.                                         |
| Superfinalen         | Siêu cúp quốc gia        | Tổ chức từ năm 2009.                                         |
| Toppserien           | Giải vô địch quốc gia nữ | Tổ chức từ năm 2000.                                         |
| 1. divisjon          | Giải hạng 2 nữ           | Tổ chức từ năm 1984 với tư cách là giải vô địch quốc gia nữ. |
| Cúp bóng đá nữ Na Uy | Cúp quốc gia nữ          | Tổ chức từ năm 1978.                                         |

### Nga
| Giải                                                      | Tính chất của giải       | Thông tin của giải                   |
| --------------------------------------------------------- | ------------------------ | ------------------------------------ |
| Chempionat Rossii po Futbolu                              | Giải vô địch quốc gia    | Tổ chức từ năm 2001.                 |
| Pervenstvo Futbol'noy Natsional'noy Ligi                  | Giải hạng 2              | Tổ chức từ năm 1992.                 |
| Pervenstvo Professional'noy Futbol'noy Ligi               | Giải hạng 3              | Tổ chức từ năm 1998 gồm 5 khu vực.   |
| Pervenstvo Rossii Sredi Lyubitel'skikh Futbol'nykh Klubov | Giải hạng 4              | Tổ chức từ năm 1998, gồm 10 khu vực. |
| Kubok Rossii                                              | Cúp quốc gia             | Tổ chức từ năm 1992.                 |
| Superkubok Rossii                                         | Siêu cúp quốc gia        | Tổ chức từ năm 2003.                 |
| Chempionat Rossii po Zhenskomu Futbolu                    | Giải vô địch quốc gia nữ | Tổ chức từ năm 1992.                 |
| Kubok Rossii                                              | Cúp quốc gia nữ          | Tổ chức từ năm 1992.                 |

### Pháp
| Giải                            | Tính chất của giải       | Thông tin của giải                |
| ------------------------------- | ------------------------ | --------------------------------- |
| Ligue 1                         | Giải vô địch quốc gia    | Tổ chức từ năm 1932.              |
| Ligue 2                         | Giải hạng nhì            | Tổ chức từ năm 1933.              |
| Championnat National            | Giải hạng ba             | Tổ chức từ năm 1993.              |
| Championnat de France amateur   | Giải hạng tư             | Tổ chức từ năm 1993 gồm bốn bảng. |
| Championnat de France amateur 2 | Giải hạng năm            | Tổ chức từ năm 1993 gồm 8 bảng.   |
| Coupe de France                 | Cúp quốc gia             | Tổ chức từ năm 1918.              |
| Coupe de la Ligue               | Cúp quốc gia             | Tổ chức từ năm 1982.              |
| Trophée des champions           | Siêu cúp quốc gia        | Tổ chức từ năm 1955.              |
| Division 1 Féminine             | Giải vô địch quốc gia nữ | Tổ chức từ năm 1974.              |
| Coupe de France Féminine        | Cúp quốc gia nữ          | Tổ chức từ năm 2001.              |

### Phần Lan
| Giải                           | Tính chất của giải       | Thông tin của giải                  |
| ------------------------------ | ------------------------ | ----------------------------------- |
| Veikkausliiga                  | Giải vô địch quốc gia    | Tổ chức từ năm 1990.                |
| Ykkönen                        | Giải hạng nhì            | Tổ chức từ năm 1973.                |
| Kakkonen                       | Giải hạng ba             | Tổ chức từ năm 1973 gồm 4 khu vực.  |
| Kolmonen                       | Giải hạng tư             | Tổ chức từ năm 1973 gồm 9 khu vực.  |
| Nelonen                        | Giải hạng năm            | Tổ chức từ năm 1973 gồm 14 khu vực. |
| Vitonen                        | Giải hạng sáu            | Tổ chức từ năm 1973 gồm 22 khu vực. |
| Kutonen                        | Giải hạng bảy            | Tổ chức từ năm 1973 gồm 27 khu vực. |
| Suomen Cup                     | Cúp quốc gia             | Tổ chức từ năm 1955.                |
| Cúp Liên đoàn bóng đá Phần Lan | Cúp quốc gia             | Tổ chức từ năm 1994.                |
| Naisten Liiga                  | Giải vô địch quốc gia nữ | Tổ chức từ năm 2006.                |

### România
| Giải                         | Tính chất của giải       | Thông tin của giải                   |
| ---------------------------- | ------------------------ | ------------------------------------ |
| Liga I                       | Giải vô địch quốc gia    | Tổ chức từ năm 1909.                 |
| Liga II                      | Giải hạng 2              | Tổ chức từ năm 1934, gồm 2 khu vực.  |
| Liga III                     | Giải hạng 3              | Tổ chức từ năm 1936, gồm 6 khu vực.  |
| Liga IV                      | Giải hạng 4              | Tổ chức từ năm 1936, gồm 42 khu vực. |
| Cupa României                | Cúp quốc gia             | Tổ chức từ năm 1933.                 |
| Supercupa României           | Siêu cúp quốc gia        | Tổ chức từ năm 1994.                 |
| Cupa Ligii                   | Cúp quốc gia             | Tổ chức từ năm 2014.                 |
| Superliga Română             | Giải vô địch quốc gia nữ | Tổ chức từ năm 1990.                 |
| Cupa României Fotbal Feminin | Cúp quốc gia nữ          | Tổ chức từ năm 2004.                 |

### San Marino
| Giải                             | Tính chất của giải    | Thông tin của giải                                  |
| -------------------------------- | --------------------- | --------------------------------------------------- |
| Campionato Sammarinese di Calcio | Giải vô địch quốc gia | Tổ chức từ năm 1985, gồm 2 khu vực.                 |
| Coppa Titano                     | Cúp quốc gia          | Tổ chức từ năm 1937.                                |
| Super Coppa Sammarinese          | Siêu cúp quốc gia     | Tổ chức từ năm 2012 (trước đây là Trofeo Federale). |

### Scotland
| Giải                                                 | Tính chất                | Thông tin |
| ---------------------------------------------------- | ------------------------ | --- |
| Scottish Premiership                                 | Giải vô địch quốc gia    | Tổ chức từ năm 2013 (hợp nhất Scottish Premier League và Scottish Football League).                                |
| Scottish Championship                                | Giải hạng 2              | Tổ chức từ năm 2013.                                                                                               |
| Scottish League One                                  | Giải hạng 3              | Tổ chức từ năm 2013.                                                                                               |
| Scottish League Two                                  | Giải hạng 4              | Tổ chức từ năm 2013.                                                                                               |
| Highland Football League                             | Giải hạng 5              | Tổ chức từ năm 1893.                                                                                               |
| Lowland Football League                              | Giải hạng 5              | Tổ chức từ năm 2013.                                                                                               |
| East of Scotland Football League                     | Giải hạng 6              | Tổ chức từ năm 1923.                                                                                               |
| South of Scotland Football League                    | Giải hạng 6              | Tổ chức từ năm 1892.                                                                                               |
| The Scottish Cup                                     | Cúp quốc gia             | Tổ chức từ năm 1874.                                                                                               |
| Scottish League Cup                                  | Cúp quốc gia             | Tổ chức từ năm 1947.                                                                                               |
| Scottish Challenge Cup                               | Cúp quốc gia             | Tổ chức từ năm 1990 dành cho các câu lạc bộ của Scottish Championship, Scottish League One và Scottish League Two. |
| Scottish Women's Premier League                      | Giải vô địch quốc gia nữ | Tổ chức từ năm 2002.                                                                                               |
| Scottish Women's Football League First Division      | Giải hạng 2 nữ           | Tổ chức từ năm 2002.                                                                                               |
| Scottish Women's Football League Second Division     | Giải hạng 3 nữ           | Tổ chức từ năm 2002, gồm 4 khu vực.                                                                                |
| Scottish Women's FA Cup                              | Cúp quốc gia nữ          | Tổ chức từ năm 1970.                                                                                               |
| Scottish Women's Premier League Cup                  | Cúp quốc gia nữ          | Tổ chức từ năm 2002.                                                                                               |
| Scottish Women's Football League First Division Cup  | Cúp giải đấu nữ          | Tổ chức từ năm 1972.                                                                                               |
| Scottish Women's Football League Second Division Cup | Cúp giải đấu nữ          | Tổ chức từ năm 2012.                                                                                               |
| Scottish Premier League                              | Giải vô địch quốc gia    | Tổ chức từ năm 1998 tới 2013.                                                                                      |

### Cộng hòa Séc
| Giải                           | Tính chất                | Thông tin |
| ------------------------------ | ------------------------ | --- |
| 1. česká fotbalová liga        | Giải vô địch quốc gia    | Tổ chức từ năm 1993. |
| Fotbalová národní liga         | Giải hạng nhì            | Tổ chức từ năm 1993. |
| Česká fotbalová liga           | Giải hạng ba             | Tổ chức từ năm 1991. |
| Moravskoslezská fotbalová liga | Giải hạng ba             | Tổ chức từ năm 1991. |
| Divize                         | Giải hạng tư             | Gồm hai khu vực, khu vực thứ nhất (lên chơi tại Česká fotbalová liga) gồm ba bảng A, B, C, khu vực thứ hai (lên chơi tại Moravskoslezská fotbalová liga) gồm hai bảng D & E. |
| Pohár České pošty              | Cúp quốc gia             | Tổ chức từ năm 1993. |
| Český Superpohár               | Siêu cúp quốc gia        | Tổ chức từ năm 2010. |
| I. liga žen                    | Giải vô địch quốc gia nữ | Tổ chức từ năm 1993. |
| Pohár Komise fotbalu žen       | Cúp quốc gia nữ          | Tổ chức từ năm 2007. |

### Serbia
| Giải                     | Tính chất của giải       | Thông tin của giải                                                  |
| ------------------------ | ------------------------ | ------------------------------------------------------------------- |
| Superliga Srbije         | Giải vô địch quốc gia    | Tổ chức từ năm 2006.                                                |
| Prva Liga Srbije         | Giải hạng 2              | Tổ chức từ năm 2006.                                                |
| Srpska Liga              | Giải hạng 3              | Tổ chức từ năm 2006 gồm 4 khu vực: Beograd, Đông, Tây và Vojvodina. |
| Zonske Lige              | Giải hạng 4              | Gồm 9 khu vực.                                                      |
| Kup Serbje               | Cúp quốc gia             | Tổ chức từ năm 2006.                                                |
| Superliga Srbije za Žene | Giải vô địch quốc gia nữ | Tổ chức từ năm 2006.                                                |
| Kup Srbije za Žene       | Cúp quốc gia nữ          | Tổ chức từ năm 2007.                                                |

### Síp
| Giải                                 | Tính chất của giải       | Thông tin của giải   |
| ------------------------------------ | ------------------------ | -------------------- |
| A' Katigorías                        | Giải vô địch quốc gia    | Tổ chức từ năm 1934. |
| B' Katigoría                         | Giải hạng nhì            | Tổ chức từ năm 1954. |
| G' Katigoría                         | Giải hạng ba             | Tổ chức từ năm 1970. |
| Epílekti Katigoría STOK              | Giải hạng tư             | Tổ chức từ năm 2015. |
| Kýpello Kýprou                       | Cúp quốc gia             | Tổ chức từ năm 1934. |
| Siêu cúp bóng đá Síp                 | Siêu cúp quốc gia        | Tổ chức từ năm 1951. |
| Giải bóng đá nữ vô địch quốc gia Síp | Giải vô địch quốc gia nữ | Tổ chức từ năm 1998. |
| Cúp bóng đá nữ Síp                   | Cúp quốc gia nữ          | Tổ chức từ năm 1998. |
| Siêu cúp bóng đá nữ Síp              | Siêu cúp quốc gia nữ     | Tổ chức từ năm 2008. |

### Slovakia
| Giải                    | Tính chất của giải       | Thông tin của giải                 |
| ----------------------- | ------------------------ | ---------------------------------- |
| Fortuna Liga            | Giải vô địch quốc gia    | Tổ chức từ năm 1993.               |
| 2. Liga                 | Giải hạng 2              | Tổ chức từ năm 1993 gồm 2 khu vực. |
| 3. Liga                 | Giải hạng 3              | Tổ chức từ năm 1993 gồm 4 khu vực. |
| Slovenský Pohár         | Cúp quốc gia             | Tổ chức từ năm 1993.               |
| Slovenský Superpohár    | Siêu cúp quốc gia        | Tổ chức từ năm 1993.               |
| I. liga Žien            | Giải vô địch quốc gia nữ | Tổ chức từ năm 1994.               |
| Cúp bóng đá nữ Slovakia | Cúp quốc gia nữ          | Tổ chức từ năm 2009.               |

### Slovenia
| Giải                            | Tính chất của giải       | Thông tin của giải                  |
| ------------------------------- | ------------------------ | ----------------------------------- |
| PrvaLiga                        | Giải vô địch quốc gia    | Tổ chức từ năm 1991.                |
| 2. Slovenska Nogometna Liga     | Giải hạng 2              | Tổ chức từ năm 1991.                |
| 3. Slovenska Nogometna Liga     | Giải hạng 3              | Tổ chức từ năm 1992, gồm 4 khu vực. |
| Slovenske Regionalne Lige       | Giải hạng 4              | Tổ chức từ năm 1991.                |
| Slovenske Medobčinske Lige      | Giải hạng 4 và 5         | Tổ chức từ năm 1992.                |
| Pokal Slovenije                 | Cúp quốc gia             | Tổ chức từ năm 1991.                |
| SuperPokal Slovenije            | Siêu cúp quốc gia        | Tổ chức từ năm 1995.                |
| Slovenska Ženska Nogometna Liga | Giải vô địch quốc gia nữ | Tổ chức từ năm 1992.                |
| Ženski Nogometni Pokal          | Cúp quốc gia nữ          | Tổ chức từ năm 1994.                |

### Tây Ban Nha
| Giải                                           | Tính chất của giải       | Thông tin của giải                   |
| ---------------------------------------------- | ------------------------ | ------------------------------------ |
| La Liga                                        | Giải vô địch quốc gia    | Tổ chức từ năm 1929.                 |
| Segunda División                               | Giải hạng 2              | Tổ chức từ năm 1929.                 |
| Segunda División B                             | Giải hạng 3              | Tổ chức từ năm 1977, gồm 4 bảng.     |
| Tercera División                               | Giải hạng 4              | Tổ chức từ năm 1928, gồm 18 khu vực. |
| Divisiones Regionales de Fútbol                | Giải hạng 5–10           | Gồm 18 khu vực.                      |
| Copa del Rey                                   | Cúp quốc gia             | Tổ chức từ năm 1903.                 |
| Supercopa de España                            | Siêu cúp quốc gia        | Tổ chức từ năm 1982.                 |
| Primera División de la Liga de Fútbol Femenino | Giải vô địch quốc gia nữ | Tổ chức từ năm 1988.                 |
| Segunda División                               | Giải hạng 2 nữ           | Gồm 7 khu vực.                       |
| Ligas Regionales                               | Giải hạng 3–5 nữ         | Gồm 18 khu vực.                      |
| Copa de la Reina                               | Cúp quốc gia nữ          | Tổ chức từ năm 1983.                 |

### Thổ Nhĩ Kỳ
| Giải                    | Tính chất của giải    | Thông tin của giải   |
| ----------------------- | --------------------- | -------------------- |
| Süper Lig               | Giải vô địch quốc gia | Tổ chức từ năm 1959. |
| 1. Lig                  | Giải hạng 2           | Tổ chức từ năm 2001. |
| 2. Lig                  | Giải hạng 3           | Tổ chức từ năm 2001. |
| 3. Lig                  | Giải hạng 4           | Tổ chức từ năm 1967. |
| Türkiye Kupası          | Cúp quốc gia          | Tổ chức từ năm 1962. |
| Türkiye Super Kupası    | Siêu cúp quốc gia     | Tổ chức từ năm 1966. |
| Kadınlar 1. Futbol Ligi | Giải vô địch quốc gia | Tổ chức từ năm 1994. |

### Thụy Điển
| Giải               | Tính chất của giải       | Thông tin của giải                   |
| ------------------ | ------------------------ | ------------------------------------ |
| Allsvenskan        | Giải vô địch quốc gia    | Tổ chức từ năm 1924.                 |
| Superettan         | Giải hạng 2              | Tổ chức từ năm 2000.                 |
| Division 1         | Giải hạng 3              | Tổ chức từ năm 2006, gồm 2 khu vực.  |
| Division 2         | Giải hạng 4              | Tổ chức từ năm 2006, gồm 6 khu vực.  |
| Division 3         | Giải hạng 5              | Tổ chức từ năm 2006, gồm 12 khu vực. |
| Svenska Cupen      | Cúp quốc gia             | Tổ chức từ năm 1941.                 |
| Svenska Supercupen | Siêu cúp quốc gia        | Tổ chức từ năm 2007.                 |
| Damallsvenskan     | Giải vô địch quốc gia nữ | Tổ chức từ năm 1988.                 |
| Elitettan          | Giải hạng 2 nữ           | Tổ chức từ năm 2013.                 |
| Svenska Cupen      | Cúp quốc gia nữ          | Tổ chức từ năm 1981.                 |
| Svenska Supercupen | Siêu cúp quốc gia        | Tổ chức từ năm 2007.                 |

### Thụy Sĩ
| Giải                  | Tính chất của giải       | Thông tin của giải                |
| --------------------- | ------------------------ | --------------------------------- |
| Super League          | Giải vô địch quốc gia    | Tổ chức từ năm 1897.              |
| Challenge League      | Giải hạng 2              | Tổ chức từ năm 1897.              |
| Promotion League      | Giải hạng 3              | Tổ chức từ năm 2012.              |
| 1. Liga Classic       | Giải hạng 4              | Tổ chức từ năm 1999, gồm ba bảng. |
| 2. Liga Interregional | Giải hạng 5              | Gồm 6 bảng.                       |
| 2. Liga               | Giải hạng 6              | Gồm 13 khu vực.                   |
| Schweizer Cup         | Cúp quốc gia             | Tổ chức từ năm 1934.              |
| Nationalliga A        | Giải vô địch quốc gia nữ | Tổ chức từ năm 1970.              |
| Schweizer Cup         | Cúp quốc gia nữ          | Tổ chức từ năm 1976.              |

### Ukraina
| Giải                                   | Tính chất của giải       | Thông tin của giải   |
| -------------------------------------- | ------------------------ | -------------------- |
| Premyer Liha                           | Giải vô địch quốc gia    | Tổ chức từ năm 1991. |
| Persha Liha                            | Giải hạng 2              | Tổ chức từ năm 1992. |
| Druga Liha                             | Giải hạng 3              | Tổ chức từ năm 1992. |
| Kubok Ukrayiny                         | Cúp quốc gia             | Tổ chức từ năm 1992. |
| Superkubok Ukrayiny                    | Siêu cúp quốc gia        | Tổ chức từ năm 2004. |
| Zhinocha Liha                          | Giải vô địch quốc gia nữ | Tổ chức từ năm 1992. |
| Kubok Ukrayiny Sered Zhinochykh Komand | Cúp quốc gia nữ          | Tổ chức từ năm 1992. |

### Wales
| Giải                                  | Tính chất của giải       | Thông tin của giải   |
| ------------------------------------- | ------------------------ | -------------------- |
| Cymru Premier                         | Giải vô địch quốc gia    | Tổ chức từ năm 1992. |
| Welsh Football League Division One    | Giải hạng 2              | Tổ chức từ năm 1904. |
| Cymru Alliance                        | Giải hạng 2              | Tổ chức từ năm 1990. |
| Welsh Cup                             | Cúp quốc gia             | Tổ chức từ năm 1877. |
| Welsh League Cup                      | Cúp liên đoàn            | Tổ chức từ năm 1992. |
| Welsh Football League Cup             | Cúp liên đoàn            | Tổ chức từ năm 1925. |
| FAW Trophy                            | Cúp quốc gia             | Tổ chức từ năm 1890. |
| Welsh Premier Women's Football League | Giải vô địch quốc gia nữ | Tổ chức từ năm 2009. |
| FAW Women's Cup                       | Cúp quốc gia nữ          | Tổ chức từ năm 1992. |

### Ý
| Giải                    | Tính chất của giải       | Thông tin của giải                                                     |
| ----------------------- | ------------------------ | ---------------------------------------------------------------------- |
| Serie A                 | Giải vô địch quốc gia    | Tổ chức từ năm 1898.                                                   |
| Serie B                 | Giải hạng nhì            | Tổ chức từ năm 1929.                                                   |
| Lega Pro                | Giải hạng ba             | Tổ chức từ năm 1959. Gồm ba giải khu vực: Bắc và Sardegna; Trung; Nam. |
| Serie D                 | Giải hạng tư             | Tổ chức từ năm 1948. Gồm 9 giải khu vực.                               |
| Eccellenza              | Giải hạng năm            | Tổ chức từ năm 1991. Gồm 28 giải khu vực.                              |
| Promozione              | Giải hạng sáu            | Tổ chức từ năm 1912. Gồm 54 giải khu vực.                              |
| Prima Categoria         | Giải hạng bảy            | Tổ chức từ năm 1959. Gồm 106 giải khu vực.                             |
| Seconda Categoria       | Giải hạng tám            | Gồm 180 giải khu vực.                                                  |
| Terza Categoria         | Giải hạng chín           | Gồm trên dưới 200 giải khu vực.                                        |
| Coppa Italia            | Cúp quốc gia             | Tổ chức từ năm 1922.                                                   |
| Coppa Italia Lega Pro   | Cúp quốc gia             | Tổ chức từ năm 1973.                                                   |
| Coppa Italia Serie D    | Cúp quốc gia             | Tổ chức từ năm 1999.                                                   |
| Coppa Italia Dilettanti | Cúp quốc gia             | Tổ chức từ năm 1966 dành cho các CLB thuộc Eccellenza và Promozione.   |
| Supercoppa Italiana     | Siêu cúp quốc gia        | Tổ chức từ năm 1988.                                                   |
| Serie A                 | Giải vô địch quốc gia nữ | Tổ chức từ năm 1968.                                                   |
| Coppa Italia            | Cúp quốc gia nữ          | Tổ chức từ năm 1971.                                                   |

## Bắc, Trung Mỹ và Caribe
|  | Anguilla \| Antigua và Barbuda \| Aruba \| Bahamas \| Barbados \| Belize \| Bermuda \| Bonaire \| Canada \| Quần đảo Cayman \| Costa Rica \| Cuba \| Curaçao \| Dominica \| Cộng hòa Dominica \| El Salvador \| Greenland \| Grenada \| Guadeloupe \| Guatemala \| Guyana \| Guyane thuộc Pháp \| Haiti \| Hoa Kỳ \| Honduras \| Jamaica \| Martinique \| México \| Montserrat \| Nicaragua \| Panama \| Puerto Rico \| Saint Kitts và Nevis \| Saint Lucia \| Saint-Martin \| Saint Pierre và Miquelon \| Saint Vincent và Grenadines \| Sint Maarten \| Suriname \| Trinidad và Tobago \| Quần đảo Turks và Caicos \| Quần đảo Virgin thuộc Anh \| Quần đảo Virgin thuộc Mỹ |

Đội tuyển quốc gia
| Tên                                                  | Thông tin cơ bản |
| ---------------------------------------------------- | --- |
| CONCACAF Gold Cup                                    | Tổ chức 2 năm một lần, lần đầu vào năm 1991.                                                                                               |
| Copa Centroamericana                                 | Tổ chức 2 năm một lần, lần đầu vào năm 1991.                                                                                               |
| Cúp bóng đá Caribe                                   | Tổ chức 2 năm một lần, lần đầu vào năm 1989.                                                                                               |
| Giải vô địch bóng đá U-20 Bắc, Trung Mỹ và Caribe    | Tổ chức 2 năm một lần, lần đầu vào năm 1962 dành cho cầu thủ dưới 19 tuổi và đóng vai trò là vòng loại Giải vô địch bóng đá U-20 thế giới. |
| Giải vô địch bóng đá U-17 Bắc, Trung Mỹ và Caribe    | Tổ chức 2 năm một lần, lần đầu vào năm 1983 dành cho cầu thủ dưới 16 tuổi và đóng vai trò là vòng loại Giải vô địch bóng đá U-17 thế giới. |
| Cúp Vàng nữ CONCACAF                                 | Tổ chức từ năm 1991. |
| Giải vô địch bóng đá nữ U-17 Bắc, Trung Mỹ và Caribe | Tổ chức 2 năm một lần, lần đầu vào năm 2002.                                                                                               |
| Giải vô địch bóng đá nữ U-17 Bắc, Trung Mỹ và Caribe | Tổ chức 2 năm một lần, lần đầu vào năm 2008.                                                                                               |
| Giải bóng đá vô địch Caribe                          | Tổ chức từ 1978 tới 1988. |
| Giải bóng đá vô địch Bắc, Trung Mỹ và Caribe         | Tổ chức từ 1961 tới 1989. |
| Giải bóng đá vô địch Bắc Mỹ                          | Tổ chức từ 1947 tới 1991. |
| Giải bóng đá vô địch Trung Mỹ và Caribe              | Tổ chức từ 1938 tới 1981. |

Câu lạc bộ
| Tên                       | Thông tin cơ bản                                                 |
| ------------------------- | ---------------------------------------------------------------- |
| CONCACAF Champions League | Tổ chức từ 1962.                                                 |
| CFU Club Championship     | Tổ chức từ 1997.                                                 |
| North American SuperLiga  | Tổ chức từ 2007 tới 2010 giữa các đại diện của México và Hoa Kỳ. |
| CONCACAF Cup Winners Cup  | Tổ chức từ 1991 tới 1998.                                        |
| CONCACAF Giants Cup       | Tổ chức lần duy nhất năm 2001.                                   |
| Copa Interclubes UNCAF    | Tổ chức từ 1971 tới 2007.                                        |

### Anguilla
| Giải                   | Tính chất của giải    | Thông tin của giải |
| ---------------------- | --------------------- | ------------------ |
| AFA Senior Male League | Giải vô địch quốc gia | Tổ chức từ 1997.   |

### Antigua và Barbuda
| Giải                       | Tính chất của giải    | Thông tin của giải |
| -------------------------- | --------------------- | ------------------ |
| Premier Division           | Giải vô địch quốc gia | Tổ chức từ 1968.   |
| Antigua and Barbuda FA Cup | Cúp quốc gia          | Tổ chức từ 2004.   |

### Aruba
| Giải                     | Tính chất của giải    | Thông tin của giải |
| ------------------------ | --------------------- | ------------------ |
| Division di Honor        | Giải vô địch quốc gia | Tổ chức từ 1960.   |
| Torneo Copa Betico Croes | Cúp quốc gia          | Tổ chức từ 2004.   |

### Bahamas
| Giải                    | Tính chất của giải    | Thông tin của giải |
| ----------------------- | --------------------- | ------------------ |
| BFA Senior League       | Giải vô địch quốc gia | Tổ chức từ 1990.   |
| Bahamas President's Cup | Cúp quốc gia          | Tổ chức từ 1969.   |
| New Providence FA Cup   | Cúp quốc gia          | Tổ chức từ 1982.   |
| Grand Bahama FA Cup     | Cúp quốc gia          | Tổ chức từ 1995.   |

### Barbados
| Giải                    | Tính chất của giải    | Thông tin của giải |
| ----------------------- | --------------------- | ------------------ |
| Barbados Premier League | Giải vô địch quốc gia | Tổ chức từ 1947.   |
| Barbados FA Cup         | Cúp quốc gia          | Tổ chức từ 1910.   |

### Belize
| Giải                     | Tính chất của giải    | Thông tin của giải |
| ------------------------ | --------------------- | ------------------ |
| Premier League of Belize | Giải vô địch quốc gia | Tổ chức từ 2011.   |

### Bermuda
| Giải                       | Tính chất của giải    | Thông tin của giải |
| -------------------------- | --------------------- | ------------------ |
| Bermudian Premier Division | Giải vô địch quốc gia | Tổ chức từ 1963.   |
| Bermuda FA Cup             | Cúp quốc gia          | Tổ chức từ 1955.   |

### Bonaire
| Giải           | Tính chất của giải    | Thông tin của giải |
| -------------- | --------------------- | ------------------ |
| Bonaire League | Giải vô địch quốc gia | Tổ chức từ 1989.   |

### Canada
| Giải                               | Tính chất của giải                         | Thông tin của giải                                              |
| ---------------------------------- | ------------------------------------------ | --------------------------------------------------------------- |
| Major League Soccer                | Giải vô địch quốc gia tại Hoa Kỳ và Canada | Tổ chức từ 1996 gồm 2 khu vực, trong đó có 3 câu lạc bộ Canada. |
| North American Soccer League       | Giải hạng 2 tại Hoa Kỳ và Canada           | Tổ chức từ 2011, trong đó có 2 câu lạc bộ Canada.               |
| United Soccer League               | Giải hạng 3 tại Hoa Kỳ và Canada           | Tổ chức từ 2011 gồm 2 khu vực, trong đó có 3 câu lạc bộ Canada. |
| League1 Ontario                    | Giải hạng 3                                | Tổ chức từ 2014.                                                |
| Première Ligue de soccer du Québec | Giải hạng 3                                | Tổ chức từ 2012.                                                |
| MLS Cup                            | Cúp quốc gia tại Hoa Kỳ và Canada          | Tổ chức từ 1996.                                                |
| NASL Championship                  | Cúp quốc gia hạng 2 tại Hoa Kỳ và Canada   | Tổ chức từ 2011.                                                |
| Canadian Championship              | Cúp quốc gia                               | Tổ chức từ 2008.                                                |
| The Challenge Trophy               | Cúp quốc gia                               | Tổ chức từ 1912.                                                |
| W-League                           | Giải hạng 2 nữ tại Hoa Kỳ và Canada        | Tổ chức từ 1995 gồm 3 khu vực, trong đó có 3 câu lạc bộ Canada. |

### Quần đảo Cayman
| Giải                          | Tính chất của giải    | Thông tin của giải |
| ----------------------------- | --------------------- | ------------------ |
| Cayman Islands Premier League | Giải vô địch quốc gia | Tổ chức từ 1980.   |
| Cayman Islands FA Cup         | Cúp quốc gia          | Tổ chức từ 1995.   |

### Costa Rica
| Giải                                        | Tính chất của giải       | Thông tin của giải |
| ------------------------------------------- | ------------------------ | ------------------ |
| Primera División de Costa Rica              | Giải vô địch quốc gia    | Tổ chức từ 1921.   |
| Segunda División de Costa Rica              | Giải hạng 2              | Tổ chức từ 1943.   |
| Tercera División de Costa Rica              | Giải hạng 3              | Tổ chức từ 1962.   |
| Torneo de Copa de Costa Rica                | Cúp quốc gia             | Tổ chức từ 2013.   |
| Giải bóng đá nữ vô địch quốc gia Costa Rica | Giải vô địch quốc gia nữ | Tổ chức từ 2000.   |

### Cuba
| Giải                                  | Tính chất của giải    | Thông tin của giải |
| ------------------------------------- | --------------------- | ------------------ |
| Campeonato Nacional de Fútbol de Cuba | Giải vô địch quốc gia | Tổ chức từ 1912.   |

### Curaçao
| Giải                                  | Tính chất của giải    | Thông tin của giải |
| ------------------------------------- | --------------------- | ------------------ |
| Giải bóng đá vô địch quốc gia Curaçao | Giải vô địch quốc gia | Tổ chức từ 1921.   |

### Dominica
| Giải                                   | Tính chất của giải    | Thông tin của giải |
| -------------------------------------- | --------------------- | ------------------ |
| Giải bóng đá vô địch quốc gia Dominica | Giải vô địch quốc gia | Tổ chức từ 1965.   |

### Cộng hoà Dominica
| Giải                      | Tính chất của giải    | Thông tin của giải |
| ------------------------- | --------------------- | ------------------ |
| Liga Dominicana de Fútbol | Giải vô địch quốc gia | Tổ chức từ 2015.   |

### El Salvador
| Giải                                         | Tính chất của giải       | Thông tin của giải |
| -------------------------------------------- | ------------------------ | ------------------ |
| Primera División                             | Giải vô địch quốc gia    | Tổ chức từ 1969.   |
| Segunda División                             | Giải hạng 2              | Gồm 2 khu vực.     |
| Tercera División                             | Giải hạng 3              | Gồm 2 khu vực.     |
| Giải bóng đá nữ vô địch quốc gia El Salvador | Giải vô địch quốc gia nữ | Tổ chức từ 2010.   |

### Greenland
| Giải                   | Tính chất của giải    | Thông tin của giải |
| ---------------------- | --------------------- | ------------------ |
| Angutit Inersimasut GM | Giải vô địch quốc gia | Tổ chức từ 1971.   |

### Grenada
| Giải                                  | Tính chất của giải    | Thông tin của giải |
| ------------------------------------- | --------------------- | ------------------ |
| Giải bóng đá vô địch quốc gia Grenada | Giải vô địch quốc gia | Tổ chức từ 1983.   |

### Guadeloupe
| Giải                | Tính chất của giải    | Thông tin của giải |
| ------------------- | --------------------- | ------------------ |
| Division d'Honneur  | Giải vô địch quốc gia | Tổ chức từ 1952.   |
| Coupe de Guadeloupe | Cúp quốc gia          | Tổ chức từ 1941.   |

### Guatemala
| Giải                                          | Tính chất của giải       | Thông tin của giải              |
| --------------------------------------------- | ------------------------ | ------------------------------- |
| Liga Nacional de Fútbol de Guatemala          | Giải vô địch quốc gia    | Tổ chức từ 1919.                |
| Primera División de Ascenso                   | Giải hạng 2              | Tổ chức từ 1942. Gồm 2 khu vực. |
| Segunda División de Ascenso                   | Giải hạng 3              | Tổ chức từ 1992. Gồm 5 khu vực. |
| Copa de Guatemala                             | Cúp quốc gia             | Tổ chức từ 1904.                |
| Liga Nacional de Fútbol Femenino de Guatemala | Giải vô địch quốc gia nữ | Tổ chức từ 1997.                |

### Guyane thuộc Pháp
| Giải                              | Tính chất của giải    | Thông tin của giải |
| --------------------------------- | --------------------- | ------------------ |
| Championnat de Guyane de football | Giải vô địch quốc gia | Tổ chức từ 1962.   |
| Coupe de Guyane                   | Cúp quốc gia          | Tổ chức từ 1959.   |

### Haiti
| Giải            | Tính chất của giải    | Thông tin của giải |
| --------------- | --------------------- | ------------------ |
| Ligue Haïtienne | Giải vô địch quốc gia | Tổ chức từ 1937.   |
| Coupe d'Haïti   | Cúp quốc gia          | Tổ chức từ 1932.   |

### Hoa Kỳ
| Giải                                             | Tính chất của giải       | Thông tin của giải                            |
| ------------------------------------------------ | ------------------------ | --------------------------------------------- |
| Major League Soccer                              | Giải vô địch quốc gia    | Tổ chức từ 1996, gồm hai khu vực Tây và Đông. |
| North American Soccer League                     | Giải hạng 2              | Tổ chức từ 2011.                              |
| United Soccer League                             | Giải hạng 3              | Tổ chức từ 2011 gồm 2 khu vực.                |
| United Soccer Leagues Premier Development League | Giải hạng 4              | Tổ chức từ 1995 gồm 4 khu vực.                |
| National Premier Soccer League                   | Giải hạng 4              | Tổ chức từ 2003 gồm 4 khu vực.                |
| U.S. Open Cup                                    | Cúp quốc gia             | Tổ chức từ 1913.                              |
| National Women's Soccer League                   | Giải vô địch quốc gia nữ | Tổ chức từ 2013.                              |
| USL W-League                                     | Giải hạng 2 nữ           | Tổ chức từ 1995.                              |
| Women's Premier Soccer League                    | Giải hạng 2 nữ           | Tổ chức từ 1997.                              |
| USASA National Women's Open                      | Cúp quốc gia nữ          | Tổ chức từ 1996.                              |
| USASA National Women's Amateur                   | Cúp quốc gia nữ          | Tổ chức từ 1980.                              |

### Honduras
| Giải                                            | Tính chất của giải    | Thông tin của giải |
| ----------------------------------------------- | --------------------- | ------------------ |
| Liga Nacional de Fútbol Profesional de Honduras | Giải vô địch quốc gia | Tổ chức từ 1964.   |
| Liga Nacional de Ascenso de Honduras            | Giải hạng 2           | Tổ chức từ 1979.   |
| Liga Mayor de Futbol de Honduras                | Giải hạng 3           |                    |
| Cúp bóng đá Honduras                            | Cúp quốc gia          | Tổ chức từ 1968.   |

### Jamaica
| Giải                                     | Tính chất của giải    | Thông tin của giải                                   |
| ---------------------------------------- | --------------------- | ---------------------------------------------------- |
| Jamaica National Premier League          | Giải vô địch quốc gia | Tổ chức từ 1964.                                     |
| KSAFA Super League                       | Giải hạng 2           |                                                      |
| South Central Confederation Super League | Giải hạng 2           |                                                      |
| Eastern Confederation Super League       | Giải hạng 2           |                                                      |
| Western Confederation Super League       | Giải hạng 2           |                                                      |
| KSAFA Major League                       | Giải hạng 3           |                                                      |
| KSAFA Syd Bartlett League                | Giải hạng 4           |                                                      |
| JFF Champions Cup                        | Cúp quốc gia          | Tổ chức từ 1990.                                     |
| KSAFA Jackie Bell Knockout Competition   | Cúp quốc gia          | Tổ chức từ 1987 dành cho các câu lạc bộ thuộc KSAFA. |

### Martinique
| Giải                   | Tính chất của giải    | Thông tin của giải |
| ---------------------- | --------------------- | ------------------ |
| Championnat National   | Giải vô địch quốc gia | Tổ chức từ 1919.   |
| Coupe de la Martinique | Cúp quốc gia          | Tổ chức từ 1953.   |

### México
| Giải                         | Tính chất của giải       | Thông tin của giải                                                                |
| ---------------------------- | ------------------------ | --------------------------------------------------------------------------------- |
| Liga MX                      | Giải vô địch quốc gia    | Tổ chức từ 1943.                                                                  |
| Ascenso MX                   | Giải hạng 2              | Tổ chức từ 1994.                                                                  |
| Segunda División de México   | Giải hạng 3              | Tổ chức từ 1950. Gồm hai giải Liga Premier de Ascenso và Liga de Nuevos Talentos. |
| Tercera División de México   | Giải hạng 4              | Tổ chức từ 1967 gồm 14 khu vực.                                                   |
| Copa MX                      | Cúp quốc gia             | Tổ chức từ 1907.                                                                  |
| Supercopa MX                 | Siêu cúp quốc gia        | Tổ chức từ 2014 giữa đội vô địch Apertura và Clausura của Liga MX.                |
| Campeón de Campeones         | Siêu cúp quốc gia        | Tổ chức từ 1942.                                                                  |
| Super Liga Femenil de Fútbol | Giải vô địch quốc gia nữ | Tổ chức từ 2007.                                                                  |

### Montserrat
| Giải                    | Tính chất của giải    | Thông tin của giải |
| ----------------------- | --------------------- | ------------------ |
| Montserrat Championship | Giải vô địch quốc gia | Tổ chức từ 1974.   |

### Nicaragua
| Giải                                       | Tính chất của giải       | Thông tin của giải |
| ------------------------------------------ | ------------------------ | ------------------ |
| Primera División de Nicaragua              | Giải vô địch quốc gia    | Tổ chức từ 1933.   |
| Segunda División de Nicaragua              | Giải hạng 2              |                    |
| Tercera Division de Nicaragua              | Giải hạng 3              |                    |
| Giải bóng đá nữ vô địch quốc gia Nicaragua | Giải vô địch quốc gia nữ | Tổ chức từ 1996.   |

### Panama
| Giải                     | Tính chất của giải    | Thông tin của giải |
| ------------------------ | --------------------- | ------------------ |
| Liga Panameña de Fútbol  | Giải vô địch quốc gia | Tổ chức từ 1988.   |
| Liga Nacional de Ascenso | Giải hạng 2           | Tổ chức từ 1997.   |
| Copa Rommel Fernández    | Giải hạng 3           | Tổ chức từ 1996.   |

### Puerto Rico
| Giải                                   | Tính chất của giải               | Thông tin của giải                                                |
| -------------------------------------- | -------------------------------- | ----------------------------------------------------------------- |
| Liga Nacional de Fútbol de Puerto Rico | Giải vô địch quốc gia            | Tổ chức từ 2009.                                                  |
| North American Soccer League           | Giải hạng 2 tại Hoa Kỳ và Canada | Có sự tham gia của câu lạc bộ Puerto Rico FC.                     |
| Women's Premier Soccer League          | Giải hạng 2 tại Hoa Kỳ           | Gồm 10 khu vực với sự tham gia của một số câu lạc bộ Puerto Rico. |

### Saint Kitts và Nevis
| Giải                               | Tính chất của giải    | Thông tin của giải |
| ---------------------------------- | --------------------- | ------------------ |
| Saint Kitts Premier Division       | Giải vô địch quốc gia | Tổ chức từ 1980.   |
| Saint Kitts and Nevis Division One | Giải hạng 2           |                    |
| Nevis Premier Division             | Giải vô địch khu vực  |                    |

### Saint Lucia
| Giải                        | Tính chất của giải    | Thông tin của giải |
| --------------------------- | --------------------- | ------------------ |
| Saint Lucia Gold Division   | Giải vô địch quốc gia | Tổ chức từ 1980.   |
| Saint Lucia Silver Division | Giải hạng 2           |                    |
| Saint Lucia FA Cup          | Cúp quốc gia          | Tổ chức từ 1998.   |

### Saint-Martin
| Giải                                    | Tính chất của giải    | Thông tin của giải |
| --------------------------------------- | --------------------- | ------------------ |
| Championnat de Saint-Martin de football | Giải vô địch quốc gia | Tổ chức từ 1970.   |

### Saint Pierre và Miquelon
| Giải                                          | Tính chất của giải    | Thông tin của giải |
| --------------------------------------------- | --------------------- | ------------------ |
| Ligue de Football de Saint Pierre et Miquelon | Giải vô địch quốc gia | Tổ chức từ 1976.   |

### Saint Vincent và Grenadines
| Giải               | Tính chất của giải    | Thông tin của giải |
| ------------------ | --------------------- | ------------------ |
| NLA Premier League | Giải vô địch quốc gia | Tổ chức từ 2009.   |

### Sint Maarten
| Giải                                       | Tính chất của giải    | Thông tin của giải |
| ------------------------------------------ | --------------------- | ------------------ |
| Giải bóng đá vô địch quốc gia Sint Maarten | Giải vô địch quốc gia | Tổ chức từ 1975.   |

### Suriname
| Giải                    | Tính chất của giải    | Thông tin của giải |
| ----------------------- | --------------------- | ------------------ |
| SVB Hoofdklasse         | Giải vô địch quốc gia | Tổ chức từ 1924.   |
| SVB Eerste Klasse       | Giải hạng 2           | Tổ chức từ 1956.   |
| Beker van Suriname      | Cúp quốc gia          | Tổ chức từ 1992.   |
| Cúp Tổng thống Suriname | Siêu cúp quốc gia     | Tổ chức từ 1993.   |

### Trinidad và Tobago
| Giải                            | Tính chất của giải    | Thông tin của giải |
| ------------------------------- | --------------------- | ------------------ |
| TT Pro League                   | Giải vô địch quốc gia | Tổ chức từ 1999.   |
| National Super League           | Giải hạng 2           | Tổ chức từ 2003.   |
| FA Trophy                       | Cúp quốc gia          | Tổ chức từ 1927.   |
| First Citizens Cup              | Cúp liên đoàn         | Tổ chức từ 2000.   |
| Charity Shield                  | Siêu cúp quốc gia     | Tổ chức từ 2012.   |
| Trinidad and Tobago Pro Bowl    | Cúp quốc gia          | Tổ chức từ 2004.   |
| Trinidad and Tobago Classic     | Cúp quốc gia          | Tổ chức từ 2005.   |
| Trinidad and Tobago Goal Shield | Cúp quốc gia          | Tổ chức từ 2009.   |

### Quần đảo Turks và Caicos
| Giải                 | Tính chất của giải    | Thông tin của giải |
| -------------------- | --------------------- | ------------------ |
| Provo Premier League | Giải vô địch quốc gia | Tổ chức từ 1999.   |

### Quần đảo Virgin thuộc Anh
| Giải                           | Tính chất của giải    | Thông tin của giải |
| ------------------------------ | --------------------- | ------------------ |
| BVIFA National Football League | Giải vô địch quốc gia | Tổ chức từ 2009.   |

### Quần đảo Virgin thuộc Mỹ
| Giải                             | Tính chất của giải    | Thông tin của giải |
| -------------------------------- | --------------------- | ------------------ |
| U.S. Virgin Islands Championship | Giải vô địch quốc gia | Tổ chức từ 1997.   |
| St. Croix Soccer League          | Giải hạng 2           | Tổ chức từ 1968.   |
| St. Thomas League                | Giải hạng 2           | Tổ chức từ 1995.   |

## Châu Đại Dương
|  | Quần đảo Cook \| Fiji \| Kiribati \| New Zealand \| Niue \| Nouvelle-Calédonie \| Papua New Guinea \| Samoa \| Samoa thuộc Mỹ \| Quần đảo Solomon \| Tahiti \| Tonga \| Tuvalu \| Vanuatu |

Đội tuyển quốc gia
| Tên                                                      | Thông tin cơ bản                                                                                  |
| -------------------------------------------------------- | ------------------------------------------------------------------------------------------------- |
| OFC Nations Cup                                          | Tổ chức 4 năm 1 lần, lần đầu vào năm 1973.                                                        |
| Vòng loại bóng đá nam Thế vận hội khu vực châu Đại Dương | Tổ chức 4 năm 1 lần, lần đầu vào năm 1992.                                                        |
| Pacific Games                                            | Tổ chức 4 năm 1 lần, lần đầu vào năm 1963.                                                        |
| OFC U-20 Championship                                    | Tổ chức từ năm 1974 và là vòng loại Giải vô địch bóng đá U-20 thế giới.                           |
| OFC U-17 Championship                                    | Tổ chức 2 năm 1 lần, lần đầu vào năm 1983 và là vòng loại Giải vô địch bóng đá U-17 thế giới.     |
| OFC Women's Championship                                 | Tổ chức 4 năm 1 lần, lần đầu vào năm 1983.                                                        |
| Vòng loại bóng đá nữ Thế vận hội khu vực châu Đại Dương  | Tổ chức 4 năm 1 lần, lần đầu vào năm 2004.                                                        |
| Giải vô địch bóng đá nữ U-17 châu Đại Dương              | Tổ chức từ 2004 và là vòng loại Giải vô địch bóng đá nữ U-20 thế giới.                            |
| Giải vô địch bóng đá nữ U-17 châu Đại Dương              | Tổ chức từ 2010 và là vòng loại Giải vô địch bóng đá nữ U-17 thế giới.                            |
| Oceanian Futsal Championship                             | Tổ chức từ 1992.                                                                                  |
| OFC Beach Soccer Championship                            | Tổ chức 2 năm 1 lần, lần đầu vào năm 2006 và là vòng loại Giải vô địch bóng đá bãi biển thế giới. |
| Cúp AFC–OFC Challenge                                    | Tổ chức 2 lần từ 2001 tới 2003 giữa các đội vô địch châu Á và châu Đại Dương.                     |
| Cúp Polynesia                                            | Tổ chức 3 lần từ 1994 tới 2000 giữa các quốc gia khu vực Polynesia.                               |
| Cúp Melanesia                                            | Tổ chức từ 1988 tới 2000 giữa các quốc gia khu vực Melanesia.                                     |

Câu lạc bộ
| Tên                  | Thông tin cơ bản |
| -------------------- | ---------------- |
| OFC Champions League | Tổ chức từ 1987. |
| Siêu cúp Melanesia   | Tổ chức từ 2014. |

### Quần đảo Cook
| Giải                   | Tính chất của giải    | Thông tin của giải |
| ---------------------- | --------------------- | ------------------ |
| Cook Islands Round Cup | Giải vô địch quốc gia | Tổ chức từ 1950.   |
| Cook Islands Cup       | Cúp quốc gia          | Tổ chức từ 1950.   |

### Fiji
| Giải                                     | Tính chất của giải    | Thông tin của giải |
| ---------------------------------------- | --------------------- | ------------------ |
| National Football League                 | Giải vô địch quốc gia | Tổ chức từ 1986.   |
| Inter-District Championship              | Giải vô địch quốc gia | Tổ chức từ 1938.   |
| Fiji Football Association Cup Tournament | Cúp quốc gia          | Tổ chức từ 1991.   |
| Battle of the Giants                     | Cúp quốc gia          | Tổ chức từ 1978.   |
| Champion versus Champion                 | Cúp quốc gia          | Tổ chức từ 1992.   |

### Kiribati
| Giải                           | Tính chất của giải    | Thông tin của giải |
| ------------------------------ | --------------------- | ------------------ |
| Kiribati National Championship | Giải vô địch quốc gia | Tổ chức từ 2002.   |

### Nouvelle-Calédonie
| Giải                                              | Tính chất của giải    | Thông tin của giải |
| ------------------------------------------------- | --------------------- | ------------------ |
| Super Ligue                                       | Giải vô địch quốc gia | Tổ chức từ 1950.   |
| Giải bóng đá hạng nhì quốc gia Nouvelle-Calédonie | Giải hạng 2           |                    |
| Cúp bóng đá Nouvelle-Calédonie                    | Cúp quốc gia          | Tổ chức từ 1954.   |

### Samoa thuộc Hoa Kỳ
| Giải                 | Tính chất của giải    | Thông tin của giải |
| -------------------- | --------------------- | ------------------ |
| FFAS Senior League   | Giải vô địch quốc gia | Tổ chức từ 1976.   |
| FFAS President's Cup | Cúp quốc gia          | Tổ chức từ 2010.   |

## Châu Phi
|  | Ai Cập \| Algérie \| Angola \| Benin \| Botswana \| Bờ Biển Ngà \| Burkina Faso \| Burundi \| Cabo Verde \| Cameroon \| Comoros \| Cộng hòa Congo \| Cộng hòa Dân chủ Congo \| Djibouti \| Eritrea \| Eswatini \| Ethiopia \| Gabon \| Gambia \| Ghana \| Guiné-Bissau \| Guinea Xích Đạo \| Guinée \| Kenya \| Lesotho \| Liberia \| Libya \| Madagascar \| Malawi \| Mali \| Maroc \| Mauritanie \| Mauritius \| Mozambique \| Nam Phi \| Nam Sudan \| Namibia \| Niger \| Nigeria \| Réunion \| Rwanda \| São Tomé và Príncipe \| Sénégal \| Seychelles \| Sierra Leone \| Somalia \| Sudan \| Tanzania \| Tchad \| Togo \| Trung Phi \| Tunisie \| Uganda \| Zambia \| Zanzibar \| Zimbabwe |

Đội tuyển quốc gia
| Tên                                        | Thông tin cơ bản |
| ------------------------------------------ | --- |
| Cúp bóng đá châu Phi                       | Tổ chức 2 năm 1 lần từ năm 1957.                                                                                    |
| Giải vô địch bóng đá các quốc gia châu Phi | Tổ chức 2 năm 1 lần từ năm 2009, chỉ dành cho các cầu thủ thi đấu tại châu Phi.                                     |
| Đại hội thể thao châu Phi                  | Tổ chức 4 năm 1 lần từ năm 1965, trước có tên là Đại hội thể thao Toàn châu Phi, chỉ dành cho cầu thủ dưới 23 tuổi. |
| Cúp bóng đá U-23 châu Phi                  | Tổ chức 4 năm 1 lần từ năm 2011, chỉ dành cho cầu thủ dưới 23 tuổi.                                                 |
| Cúp bóng đá U-20 châu Phi                  | Tổ chức 2 năm 1 lần từ năm 1979, chỉ dành cho cầu thủ dưới 20 tuổi.                                                 |
| Cúp bóng đá U-17 châu Phi                  | Tổ chức 2 năm 1 lần từ năm 1995, chỉ dành cho cầu thủ dưới 17 tuổi.                                                 |
| Cúp bóng đá nữ châu Phi                    | Tổ chức 2 năm 1 lần từ năm 1991.                                                                                    |
| Giải vô địch bóng đá nữ U-20 châu Phi      | Tổ chức 2 năm 1 lần từ năm 2002, chỉ dành cho cầu thủ dưới 20 tuổi.                                                 |
| Giải vô địch bóng đá nữ U-17 châu Phi      | Tổ chức 2 năm 1 lần từ năm 2008, chỉ dành cho cầu thủ dưới 17 tuổi.                                                 |
| Cúp bóng đá trong nhà châu Phi             | Tổ chức 4 năm 1 lần từ năm 1996.                                                                                    |
| Cúp bóng đá bãi biển châu Phi              | Tổ chức 2 năm 1 lần từ năm 2006, từ năm 2011 là vòng loại Giải vô địch bóng đá bãi biển thế giới.                   |

Câu lạc bộ
| Tên                      | Thông tin cơ bản                          |
| ------------------------ | ----------------------------------------- |
| CAF Champions League     | Tổ chức thường niên từ năm 1964.          |
| CAF Confederation Cup    | Tổ chức thường niên từ năm 2004.          |
| CAF Super Cup            | Tổ chức thường niên từ năm 1993.          |
| CAF Cup                  | Tổ chức thường niên từ năm 1992 tới 2004. |
| African Cup Winners' Cup | Tổ chức thường niên từ năm 1975 tới 2004. |